# Mercedes-Benz Actros
Mercedes-Benz Actros (укр. Мерседес-Бенц Актрос) — вантажні автомобілі, що виробляються компанією Mercedes-Benz з 1996 року.
Автомобілі Mercedes-Benz Actros пʼять разів здобували титул «Вантажівка року» у 1997, 2004, 2009, 2012, 2019 та 2024 роках.

## Перше покоління (1996—2011)

### Actros MP1 (BM950-954; 1996—2003)

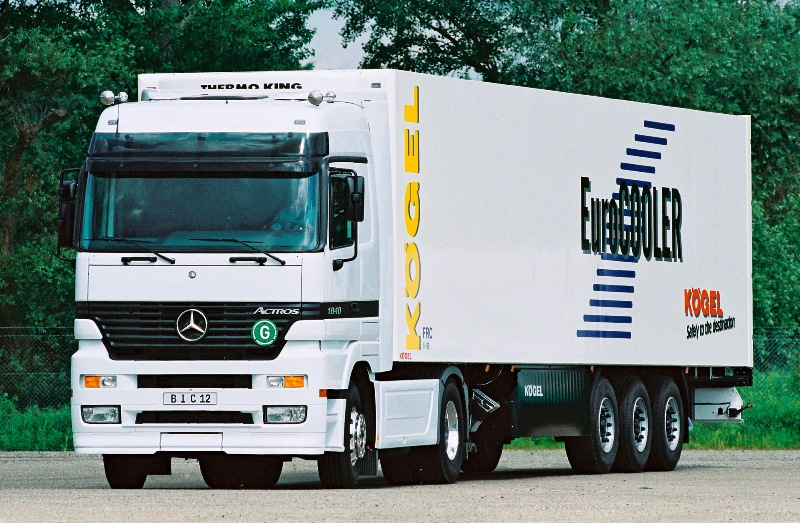
Mercedes-Benz Actros 1841 з кабіною «Megaspace»

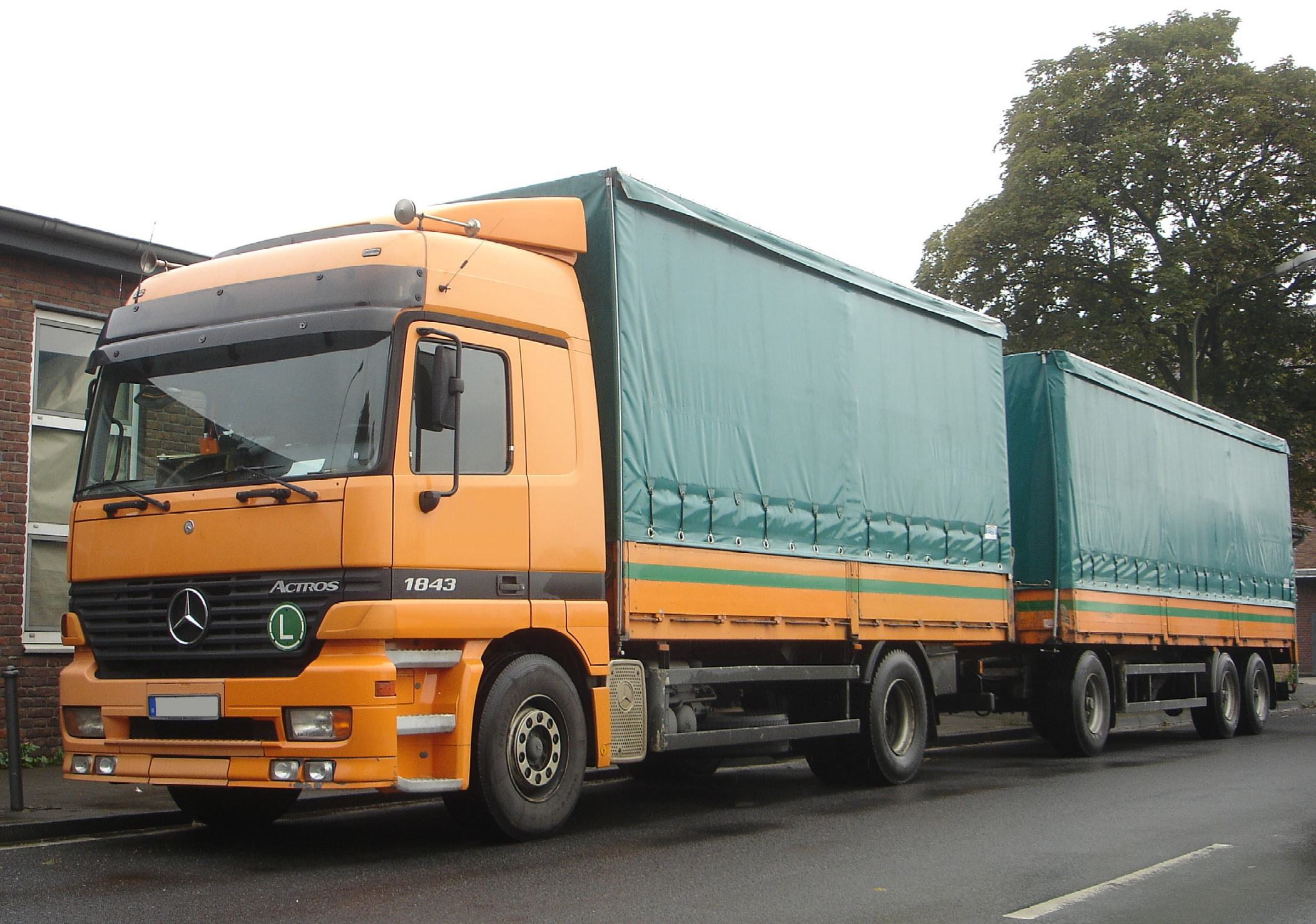
Mercedes-Benz
Actros 1843 L

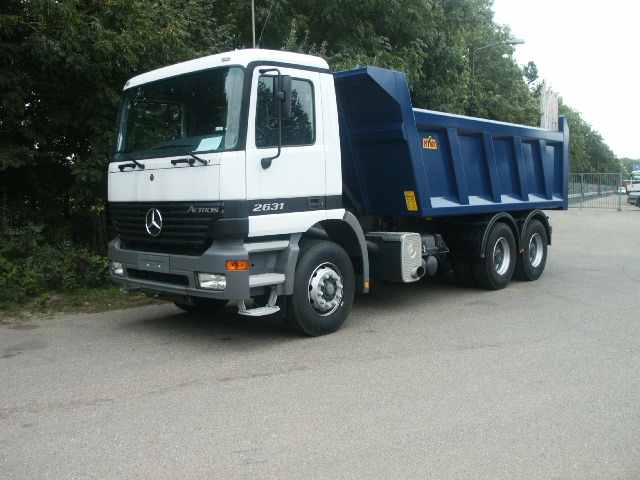
Mercedes-Benz
Actros 2631 K (6x4)

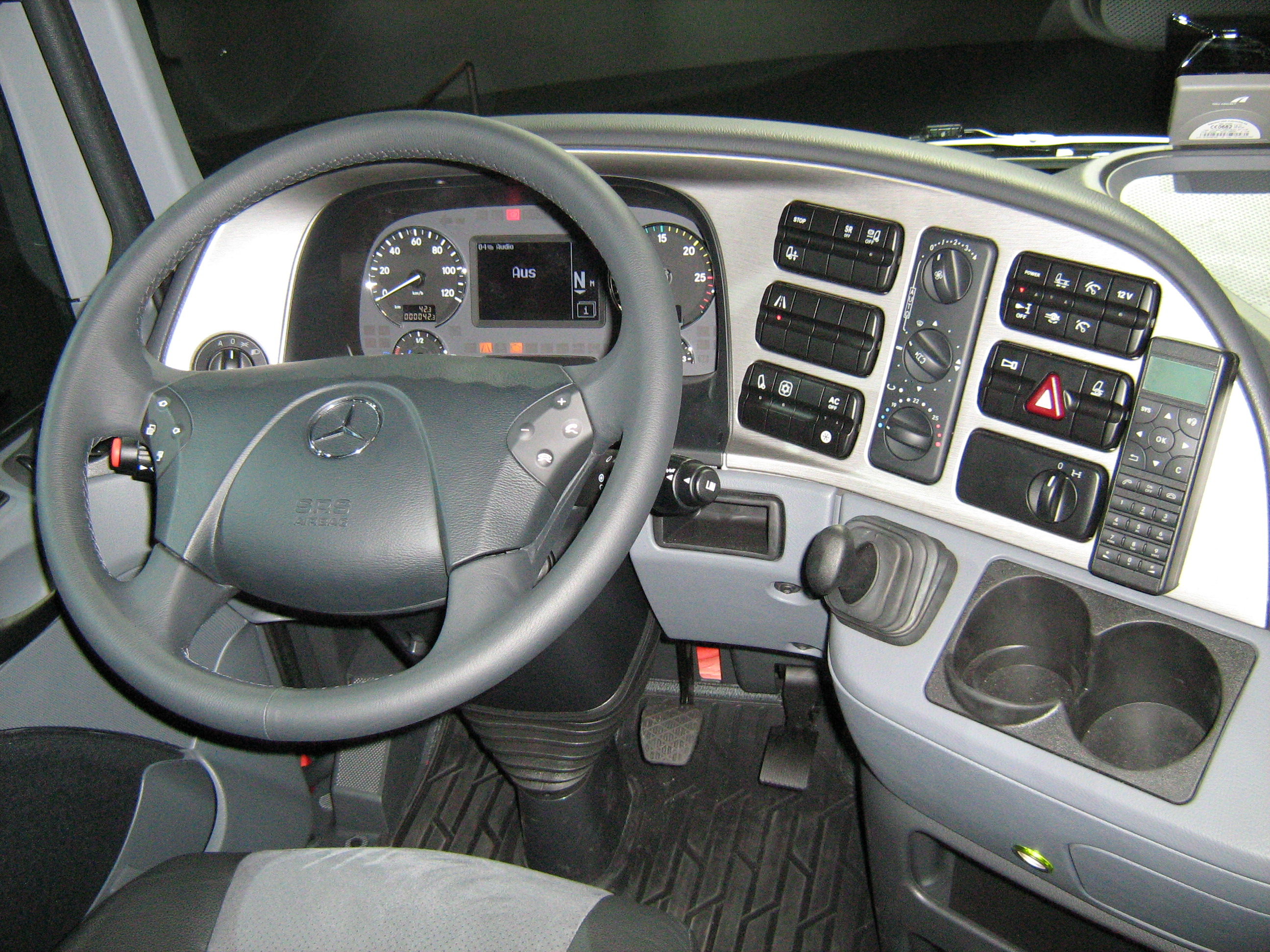

Оскільки попередня модель «MK/SK», яка виготовлялася більше ніж 20 років, попри кілька реставрацій була застарілою візуально, компанія «Mercedes-Benz» ухвалила рішення впровадити нову модель. Компанія сподівалася нейтралізувати падіння продажів в сегменті важких вантажівок. 
Щоб швидко представити транспортний засіб деякі компоненти, як-от задній міст залишили від попередньої моделі. Приблизно через рік після запуску були замінені старі компоненти на нові. Стандартним оснащенням стали дискові гальма всіх коліс від «Knorr-Bremse» з антиблокувальною системою ABS. Барабани в гальмівній системі залишили лише на автомобілях для роботи в брудних умовах (повнопривідні, самоскиди, бетон-міксери, тощо). Також автомобілі отримали зовсім нову конструкцію пневматичної підвіски з несучим стабілізатором.
На вантажівках «Actros» з'явилися сучасні комфортні кабіни в різних виконаннях, з низьким та високим дахом: коротка, середня, довга зі спальним відсіком та довга простора «Megaspace».
Відмінною рисою вантажних автомобілів «Мерседес Актрос» є наявність електронної системи технічного контролю «Telligent», яка в режимі реального часу обробляє інформацію від безлічі датчиків, встановлених на різних агрегатах автомобіля, стежить за реальними навантаженнями і зносом двигуна, роботою трансмісії і гальмівної системи. Покращуючи ефективність роботи вузлів вантажного автомобіля система «Telligent» дозволяє збільшити міжсервісні пробіги до 120 000 км. Гама двигунів нового покоління склалася з двох версій: V6 об'ємом 11946 см³ «OM501LA» и V8 об'ємом 15928 см³ «OM502LA», різної потужності, всі без винятку з турбіною та інтеркулером, новою системою паливної апаратури виробника «Bosch» з насосними секціями «UnitPump» (UPS/PLD) і форсунками безпосереднього вприску. На вантажівках встановлювали новітні 16-ти ступенчасті коробки передач типів «G210-16», «G211-16», «G231-16», «G240-16», а на магістральних версіях переважно ще з модернізованою системою електронно-пневматичного перемикання «EPS» (англ. Electronic Power Shift або нім. Elektronisch-Pneumatische Schaltung), розробленою разом з фірмою «Wabco» та добре відомою по серії «MK/SK». Також де-які моделі було оснащено гідравлічною системою перемикання передач «HPS» (англ. Hydraulic Power Shift) або стандартною механікою. Як і свої попередники «Actros» має багато варіантів колісної формули, кількості ведучих, керованих та підтримуючих мостів. На його базі існують великовантажні тягачи, здатні виконувати найважчі завдання. 
Паралельно з новим «Actros» до 1998 року виготовляли і попередню «MK/SK».
Хоча в галузевій пресі «Actros» спочатку характеризувався дуже позитивно, ранні моделі отримали безліч критики через численні технічні проблеми. До 2000 року багато недоліків було усунуто, робоче місце водія отримало новий щиток приладів, на автомобілі почали встановлювати перші двигуни екологічного класу Євро-3. Незважаючи на всю критику продажі «Actros» досягли дуже хороших показників, однак частка ринку зменшилася.

#### Двигуни
| Модель                                       | Код двигуна Mercedes-Benz                    | Об'єм см³                                    | Діаметр × хід поршня мм                      | Потужність кВт (к. с.) при об/хв             | Крутний момент Н·м при об/хв                 | Норми викидів газів                          | Система живлення                             |
| V-подібний 6-ти циліндровий дизельний двигун | V-подібний 6-ти циліндровий дизельний двигун | V-подібний 6-ти циліндровий дизельний двигун | V-подібний 6-ти циліндровий дизельний двигун | V-подібний 6-ти циліндровий дизельний двигун | V-подібний 6-ти циліндровий дизельний двигун | V-подібний 6-ти циліндровий дизельний двигун | V-подібний 6-ти циліндровий дизельний двигун |
| -------------------------------------------- | -------------------------------------------- | -------------------------------------------- | -------------------------------------------- | -------------------------------------------- | -------------------------------------------- | -------------------------------------------- | -------------------------------------------- |
| xx31                                         | OM 501 LA                                    | 11946                                        | ø130 × 150                                   | 230 (313) 1800                               | 1530 1080                                    | Євро-2 Євро-3                                | насосна секція - трубка - форсунка (UPS/PLD) |
| xx35                                         | OM 501 LA                                    | 11946                                        | ø130 × 150                                   | 260 (354) 1800                               | 1730 1080                                    | Євро-2 Євро-3                                | насосна секція - трубка - форсунка (UPS/PLD) |
| xx40                                         | OM 501 LA                                    | 11946                                        | ø130 × 150                                   | 290 (394) 1800                               | 1850 1080                                    | Євро-2 Євро-3                                | насосна секція - трубка - форсунка (UPS/PLD) |
| xx43                                         | OM 501 LA                                    | 11946                                        | ø130 × 150                                   | 315 (428) 1800                               | 2000 1080                                    | Євро-2 Євро-3                                | насосна секція - трубка - форсунка (UPS/PLD) |
| xx46                                         | OM 501 LA                                    | 11946                                        | ø130 × 150                                   | 335 (456) 1800                               | 2200 1080                                    | Євро-2 Євро-3                                | насосна секція - трубка - форсунка (UPS/PLD) |
| V-подібний 8-ми циліндровий дизельний двигун |                                              |                                              |                                              |                                              |                                              |                                              |                                              |
| xx48                                         | OM 502 LA                                    | 15928                                        | ø130 × 150                                   | 350 (476) 1800                               | 2300 1080                                    | Євро-2 Євро-3                                | насосна секція - трубка - форсунка (UPS/PLD) |
| xx53                                         | OM 502 LA                                    | 15928                                        | ø130 × 150                                   | 390 (530) 1800                               | 2400 1080                                    | Євро-2 Євро-3                                | насосна секція - трубка - форсунка (UPS/PLD) |
| xx57                                         | OM 502 LA                                    | 15928                                        | ø130 × 150                                   | 420 (571) 1800                               | 2700 1080                                    | Євро-2 Євро-3                                | насосна секція - трубка - форсунка (UPS/PLD) |

### Actros MP2 (BM930-934; 2003—2008)

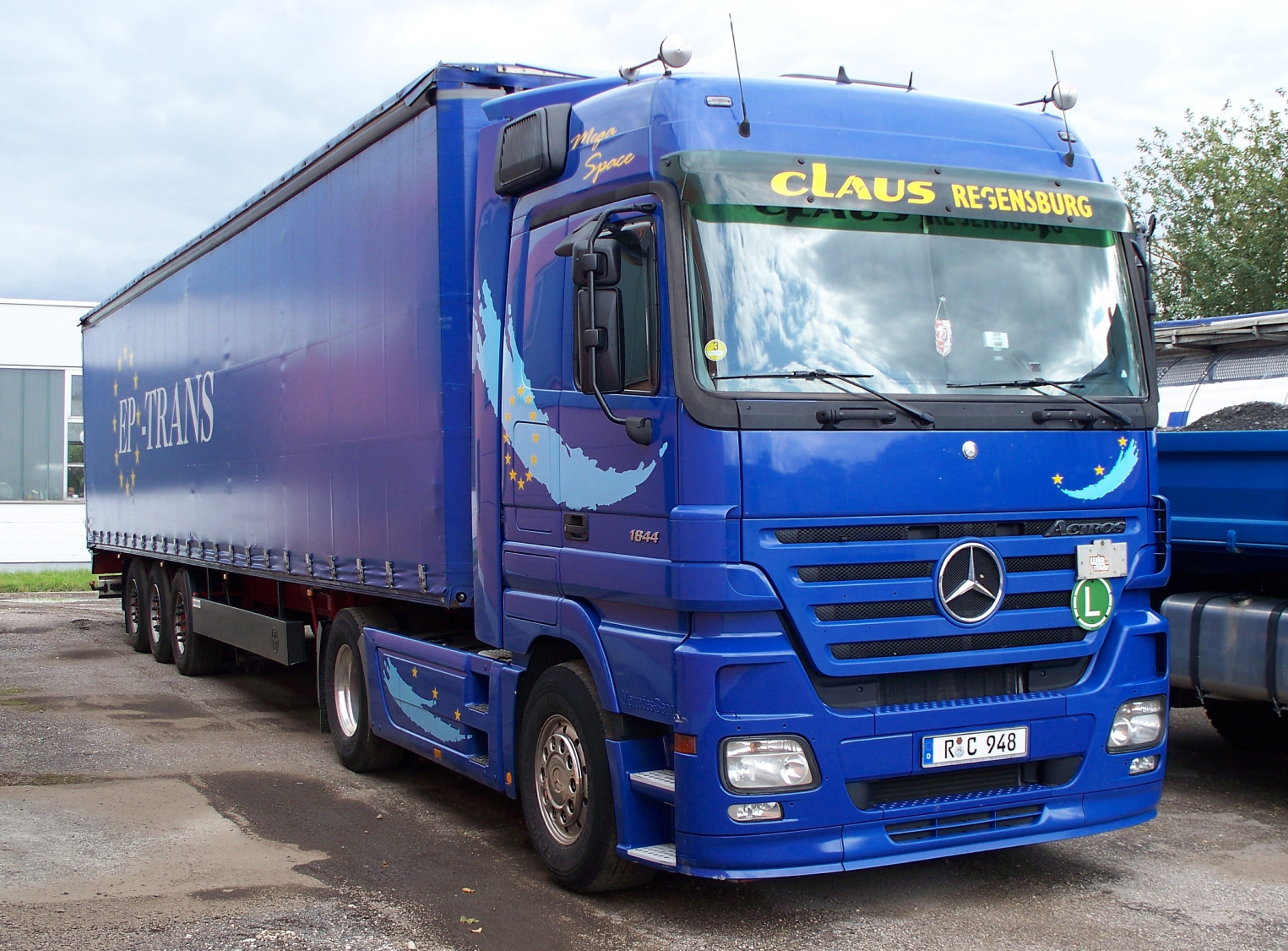
Mercedes-Benz
Actros 1844 LS
з кабiною «Megaspace»

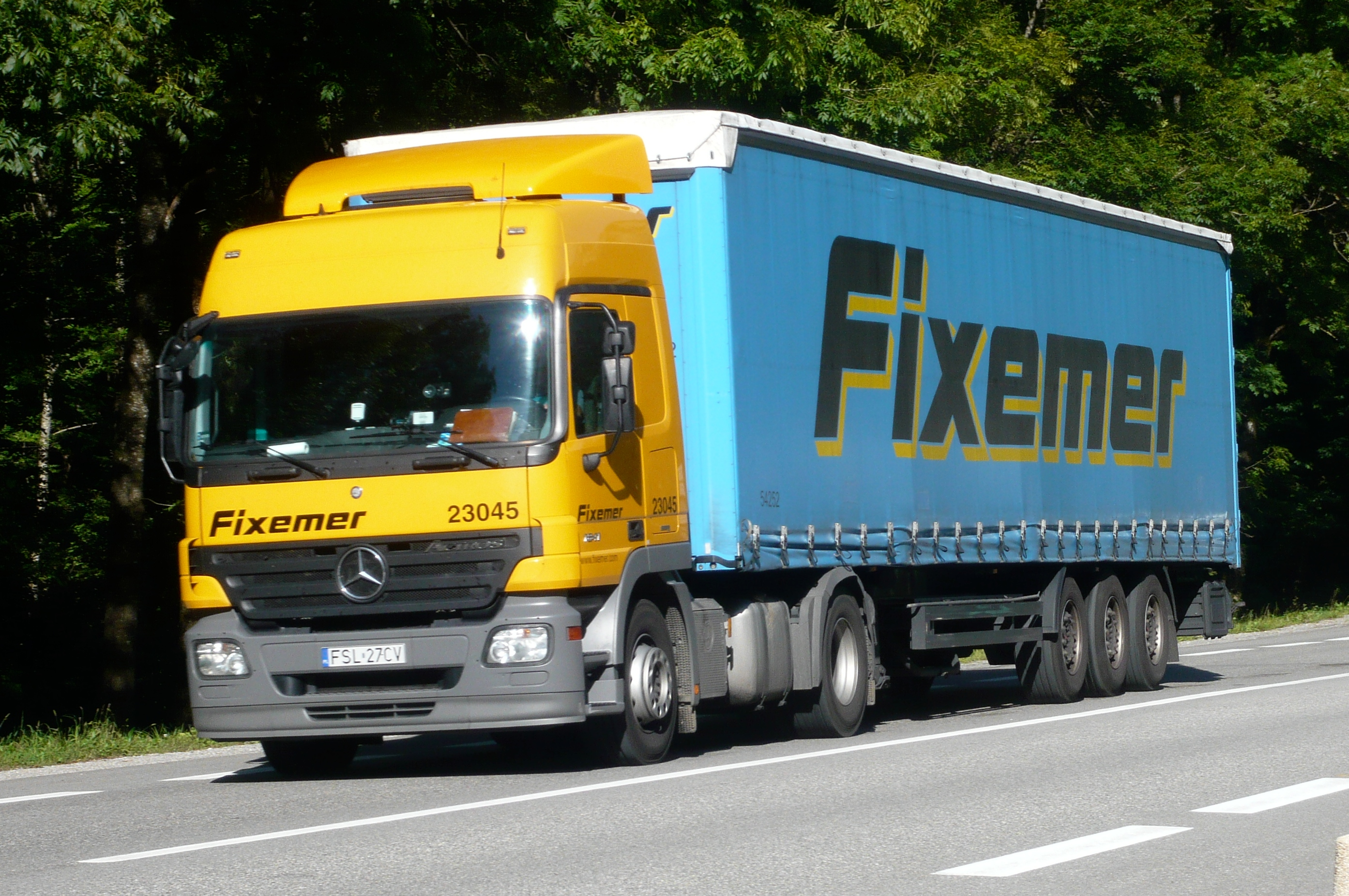
Mercedes-Benz
Actros 1841 LS

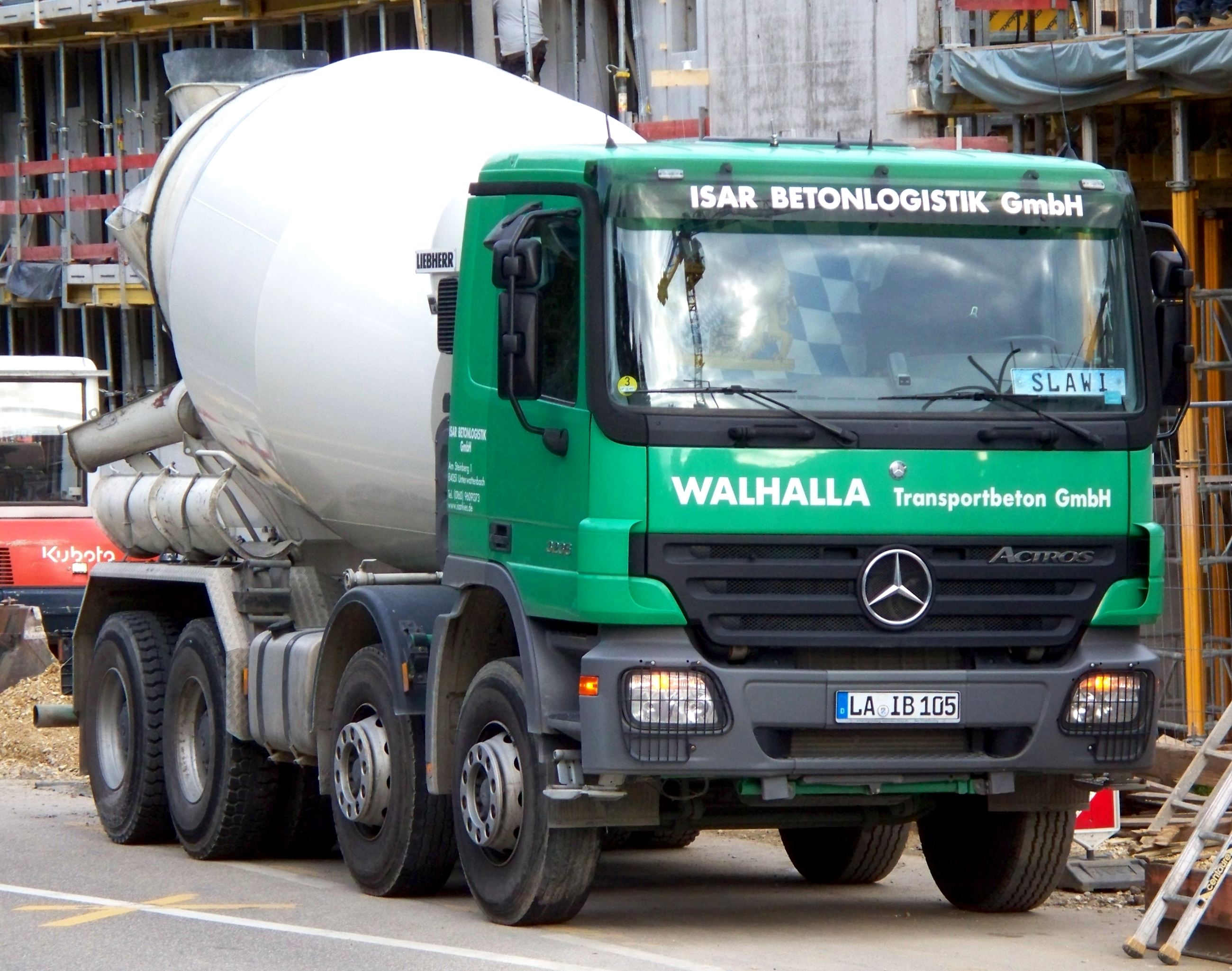
Mercedes-Benz
Actros 3236 B (8x4)
зі середньою кабiною

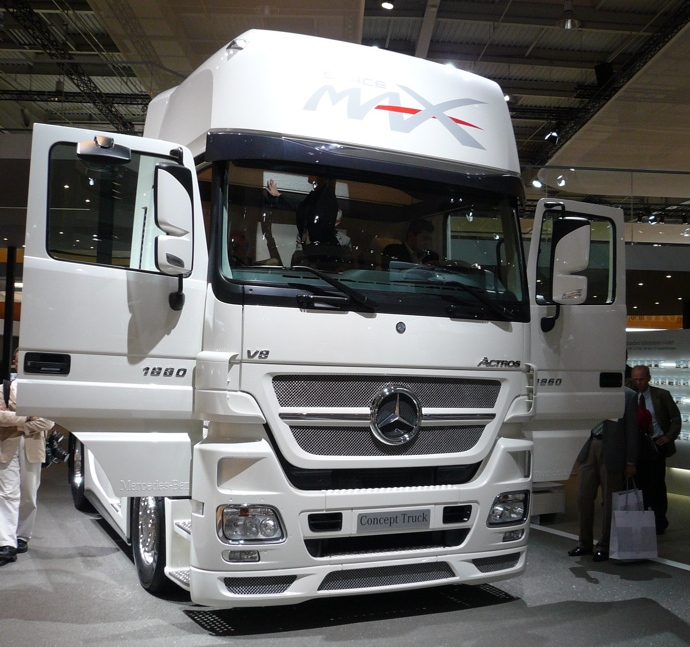
Концепт-кар Mercedes-Benz Actros SpaceMax

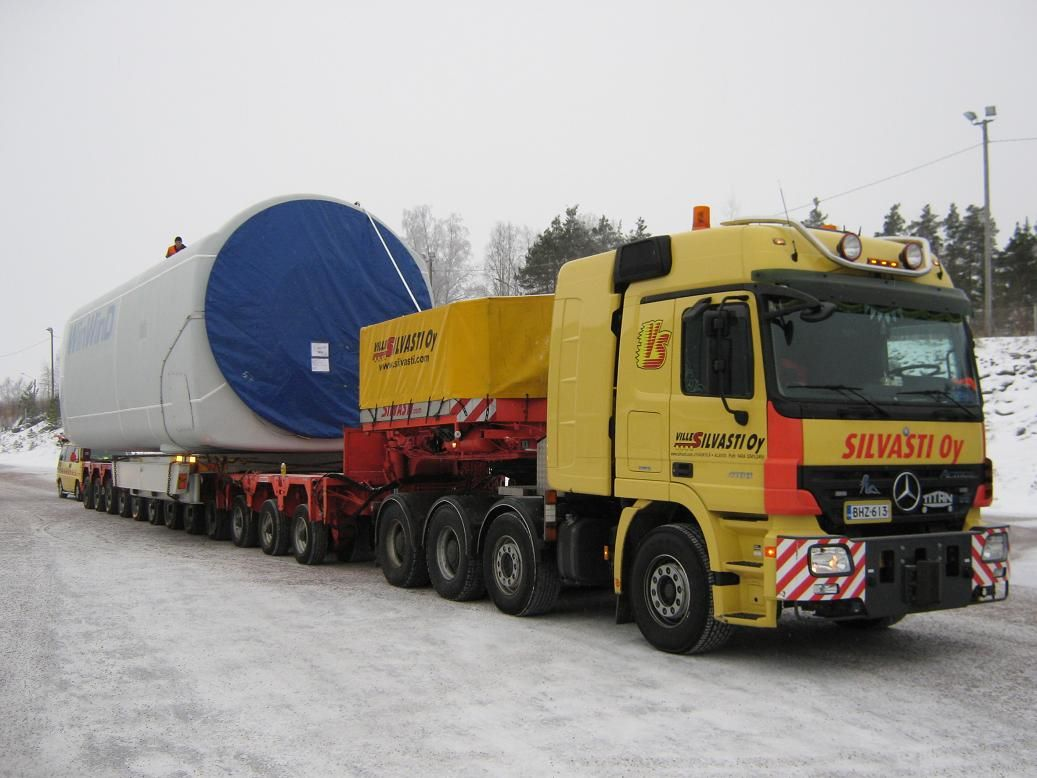
Mercedes-Benz Actros SLT

Світова прем'єра другого покоління Actros пройшла восени 2002 року на виставці в Ганновері. Нове сімейство вантажівок зі спектром моделей від Actros 1832 до Actros 4158 прийшло на зміну автомобілям Actros 1996-го модельного року.
У березні 2003-го Actros MP2 вийшов на ринок. У жовтні на виставці RAI International Commercial Vehicle Show в Амстердамі він був названий «Кращою вантажівкою 2004 року» (Truck of the Year 2004).
Друге покоління Actros відрізняють вдосконалені двигуни, конструктивно нові осі і підвіски, поліпшена аеродинаміка, нова електронна система. Кабіна отримала абсолютно новий інтер'єр і стала ще більш просторою всередині. Зовні кабіни змінилися незначно. З'явилися нові ґрати радіатора, головні фари, бічні дефлектори і бампера. «Противотуманки» перемістилися з самого низу бампера ближче до головних фарам, де вони краще захищені від ушкоджень. За доплату пропонуються бі-ксенонові фари. Світла вони дають вдвічі більше, а струму споживають наполовину менше: 35 Ватт проти звичайних 70. До того ж у ксенонових ламп майже необмежений термін роботи, бо вони не мають спіралей розжарювання. Загалом сімейство Actros II налічує понад 530 модифікацій і до нього входять тягачі, бортові вантажівки, а також самоскиди, до яких поставляється 6 різних кабін і 12 різних за довжиною колісних баз. У порівнянні з моделями першого покоління номінальна потужність двигунів зросла на 5—20 кВт (7—27 к. с.), а максимальний обертовий момент додав 8%, або 150 Н·м. У зв'язку зі збільшенням потужності на Actros MP2 змінилося і позначення модифікацій, за винятком моделі 1846. Машини з 12-літровим двигуном V6 отримали наступні індекси (на прикладі 18-тонної версії): 1832, 1836, 1841, 1844 і 1846. Автомобілям з 16 -літрових моторами V8 були присвоєні позначення 1850 1854 і 1858. У новому Mercedes-Benz Actros серійно встановлюються 16-ступінчасті коробки передач з прямою (G 211/G 231) і прискорює передачею (G 210/G 240/G 260). Так само, як у попередньої моделі, вони управляються за допомогою системи Telligent. Двигуни є більш потужні модифікації V-образного двигуна 500-ї серії, які відрізняються високою економією палива. На вибір представлено 5 версій двигуна ОМ 501 LA V6 з потужністю від 235 кВт/320 к. с. до 335 кВт/456 к. с. Двигун V8 з великим робочим об'ємом пропонується в 3 варіантах з потужністю від 335 кВт/503 к. с. до 425 кВт/578 л. с. Для нового Actros пропонується ряд різноманітних практичних варіантів кабіни: стандартна (денна), середня і довга, причому дві останні в залежності від призначення автомобіля можуть поставлятися з дахом різної висоти. Крім цього, на автопоїзді Mercedes-Benz Actros для перевезення автомобілів кабіна може встановлюватися на 90 мм нижче звичайної, щоб на неї заходила вантажна платформа. Новий задній міст конструктивного ряду HL 6 з двома пневморесор (т. зв. полегшена, «двохбалонна» конструкція) забезпечує підвищену вантажопідйомність сідельних тягачів потужністю до 335 кВт (456 к. с.).

#### Actros Megaspace
Версія Actros MP2 з найпросторішою магістральною кабіною «Megaspace» (версія LH) висотою 1,92 м у будь-якій точці салону і шириною 2,26 м. Підлога усередині рівна, а не з виступаючим моторним тунелем як у стандартній версії. Кубічна форма кабіни в сукупності з рівною підлогою надає внутрішньому простору атмосферу домашнього затишку, килимове покриття в центрі салону — прекрасне тому підтвердження. Оновлення версії MP2 Megaspace ті ж, що і для версії з низькою кабіною. За бажанням замовника, кабіни серії L і Megaspace можуть пропонуватися у виконанні Single cab, призначеному для водія-одинака і відрізняється комфортним кріслом, зсунутим до задньої стінки кабіни.

#### Actros SLT
Версія Actros MP2 SLT призначена для перевезення надважких вантажів. Повна маса може досягати 250 т. Восьмициліндровий двигун Mercedes-Benz V8 OM 502 LA з турбонаддувом і охолодженням повітря, що нагнітається, оснащений дизельним технологією BlueTec-5, вичавлює з 16 л свого робочого об'єму потужність в 447 кВт (609 к. с.) І номінальний крутний момент в 2400 Н·м при 1080 об/хв. Можлива установка менш потужних двигунів потужністю від 540 к. с. Тягач Actros SLT за замовчуванням обладнується найбільшим радіатором водяного охолодження, який є у виробництві. Найпотужніший тягач Actros SLT оснащується 16-ступінчастою коробкою передач Mercedes-Benz G 240 з подільником, гідромуфтою WSK 400 і гальмо-сповільнювачем. Завдяки двоступеневої роздавальної коробці Mercedes-Benz VG 2400-3W із заниженою передачею для їзди по бездоріжжю, запобігають переривання при перемиканні передач, що зменшують тягове зусилля під час руху по слизькій поверхні.

#### Двигуни Євро-3
У той же час в новому Actros всі двигуни почали відповідати стандарту Євро-3. Крім того, Mercedes-Benz збільшив потужність і максимальний крутний момент двигунів.
| Модель                                       | Код двигуна Mercedes-Benz                    | Об'єм см³                                    | Діаметр × хід поршня мм                      | Потужність кВт (к. с.) при об/хв             | Крутний момент Н·м при об/хв                 | Норми викидів газів                          | Система живлення                             |
| V-подібний 6-ти циліндровий дизельний двигун | V-подібний 6-ти циліндровий дизельний двигун | V-подібний 6-ти циліндровий дизельний двигун | V-подібний 6-ти циліндровий дизельний двигун | V-подібний 6-ти циліндровий дизельний двигун | V-подібний 6-ти циліндровий дизельний двигун | V-подібний 6-ти циліндровий дизельний двигун | V-подібний 6-ти циліндровий дизельний двигун |
| -------------------------------------------- | -------------------------------------------- | -------------------------------------------- | -------------------------------------------- | -------------------------------------------- | -------------------------------------------- | -------------------------------------------- | -------------------------------------------- |
| xx32                                         | OM 501 LA                                    | 11946                                        | ø130 × 150                                   | 235 (320) 1800                               | 1650 1080                                    | Євро-3                                       | насосна секція - трубка - форсунка (UPS/PLD) |
| xx36                                         | OM 501 LA                                    | 11946                                        | ø130 × 150                                   | 265 (360) 1800                               | 1850 1080                                    | Євро-3                                       | насосна секція - трубка - форсунка (UPS/PLD) |
| xx41                                         | OM 501 LA                                    | 11946                                        | ø130 × 150                                   | 300 (408) 1800                               | 2000 1080                                    | Євро-3                                       | насосна секція - трубка - форсунка (UPS/PLD) |
| xx44                                         | OM 501 LA                                    | 11946                                        | ø130 × 150                                   | 320 (435) 1800                               | 2100 1080                                    | Євро-3                                       | насосна секція - трубка - форсунка (UPS/PLD) |
| xx46                                         | OM 501 LA                                    | 11946                                        | ø130 × 150                                   | 335 (456) 1800                               | 2200 1080                                    | Євро-3                                       | насосна секція - трубка - форсунка (UPS/PLD) |
| V-подібний 8-ми циліндровий дизельний двигун |                                              |                                              |                                              |                                              |                                              |                                              |                                              |
| xx50                                         | OM 502 LA                                    | 15928                                        | ø130 × 150                                   | 370 (503) 1800                               | 2400 1080                                    | Євро-3                                       | насосна секція - трубка - форсунка (UPS/PLD) |
| xx54                                         | OM 502 LA                                    | 15928                                        | ø130 × 150                                   | 395 (537) 1800                               | 2500 1080                                    | Євро-3                                       | насосна секція - трубка - форсунка (UPS/PLD) |
| xx58                                         | OM 502 LA                                    | 15928                                        | ø130 × 150                                   | 425 (578) 1800                               | 2700 1080                                    | Євро-3                                       | насосна секція - трубка - форсунка (UPS/PLD) |
| xx61                                         | OM 502 LA                                    | 15928                                        | ø130 × 150                                   | 450 (612) 1800                               | 2800 1080                                    | Євро-3                                       | насосна секція - трубка - форсунка (UPS/PLD) |

#### Двигуни Євро-4 і Євро-5
У 2004 році для «Actros» було оновлено двигуни V6 «OM 501 LA» і V8 «OM 502 LA». Mercedes-Benz став першим виробником вантажівок, двигуни якого відповідають стандарту викидів Євро-4 і Євро-5, а автомобілі отримали в назві приставку «BlueTec4» та «BlueTec5» відповідно.
Для підвищення ефективності, «Mercedes-Benz» збільшив ступінь стиснення з 17,75:1 до 18,5:1.
| Модель                                       | Код двигуна Mercedes-Benz                    | Об'єм см³                                    | Діаметр × хід поршня мм                      | Потужність кВт (к. с.) при об/хв             | Крутний момент Н·м при об/хв                 | Норми викидів газів                          | Система живлення                             |
| V-подібний 6-ти циліндровий дизельний двигун | V-подібний 6-ти циліндровий дизельний двигун | V-подібний 6-ти циліндровий дизельний двигун | V-подібний 6-ти циліндровий дизельний двигун | V-подібний 6-ти циліндровий дизельний двигун | V-подібний 6-ти циліндровий дизельний двигун | V-подібний 6-ти циліндровий дизельний двигун | V-подібний 6-ти циліндровий дизельний двигун |
| -------------------------------------------- | -------------------------------------------- | -------------------------------------------- | -------------------------------------------- | -------------------------------------------- | -------------------------------------------- | -------------------------------------------- | -------------------------------------------- |
| xx32                                         | OM 501 LA BlueTec4/5                         | 11946                                        | ø130 × 150                                   | 235 (320) 1800                               | 1700 1080                                    | Євро-4 Євро-5                                | насосна секція - трубка - форсунка (UPS/PLD) |
| xx36                                         | OM 501 LA BlueTec4/5                         | 11946                                        | ø130 × 150                                   | 265 (360) 1800                               | 1850 1080                                    | Євро-4 Євро-5                                | насосна секція - трубка - форсунка (UPS/PLD) |
| xx41                                         | OM 501 LA BlueTec4/5                         | 11946                                        | ø130 × 150                                   | 300 (408) 1800                               | 2050 1080                                    | Євро-4 Євро-5                                | насосна секція - трубка - форсунка (UPS/PLD) |
| xx44                                         | OM 501 LA BlueTec4/5                         | 11946                                        | ø130 × 150                                   | 320 (435) 1800                               | 2100 1080                                    | Євро-4 Євро-5                                | насосна секція - трубка - форсунка (UPS/PLD) |
| xx46                                         | OM 501 LA BlueTec4/5                         | 11946                                        | ø130 × 150                                   | 335 (456) 1800                               | 2200 1080                                    | Євро-4 Євро-5                                | насосна секція - трубка - форсунка (UPS/PLD) |
| xx48                                         | OM 501 LA BlueTec4/5                         | 11946                                        | ø130 × 150                                   | 350 (476) 1800                               | 2300 1080                                    | Євро-4 Євро-5                                | насосна секція - трубка - форсунка (UPS/PLD) |
| V-подібний 8-ми циліндровий дизельний двигун |                                              |                                              |                                              |                                              |                                              |                                              |                                              |
| xx51                                         | OM 502 LA BlueTec4/5                         | 15928                                        | ø130 × 150                                   | 375 (510) 1800                               | 2400 1080                                    | Євро-4 Євро-5                                | Насосна секція — трубка — форсунка (UPS/PLD) |
| xx55                                         | OM 502 LA BlueTec4/5                         | 15928                                        | ø130 × 150                                   | 405 (551) 1800                               | 2600 1080                                    | Євро-4 Євро-5                                | Насосна секція — трубка — форсунка (UPS/PLD) |
| xx60                                         | OM 502 LA BlueTec4/5                         | 15928                                        | ø130 × 150                                   | 440 (598) 1800                               | 2800 1080                                    | Євро-4 Євро-5                                | Насосна секція — трубка — форсунка (UPS/PLD) |
| xx65                                         | OM 502 LA BlueTec4/5                         | 15928                                        | ø130 × 150                                   | 480 (653) 1800                               | 3000 1080                                    | Євро-4 Євро-5                                | Насосна секція — трубка — форсунка (UPS/PLD) |

### Actros MP3 (BM930-934; 2008—2011)

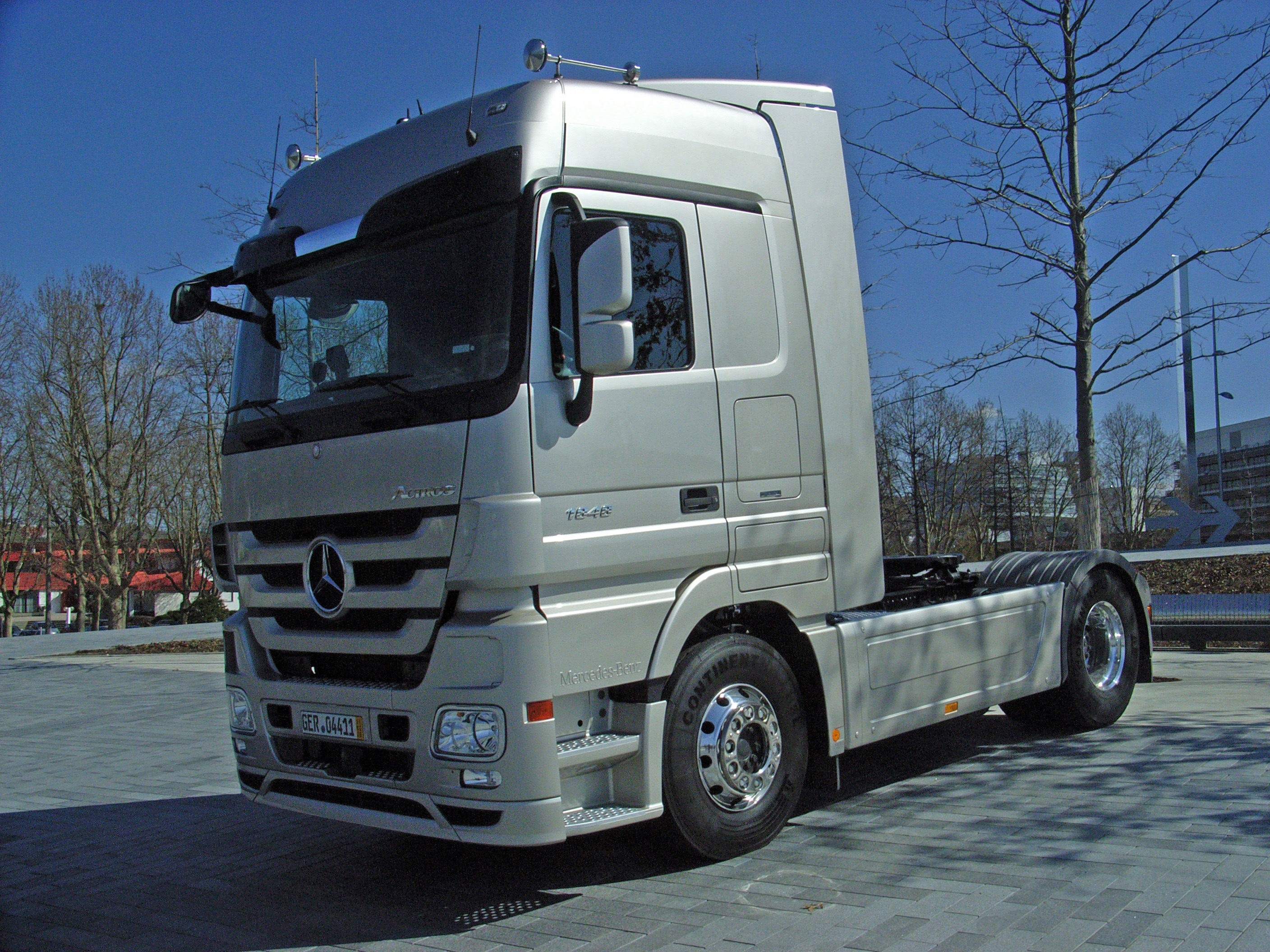
Mercedes-Benz Actros 1848 BlueTec з кабiною «Megaspace»

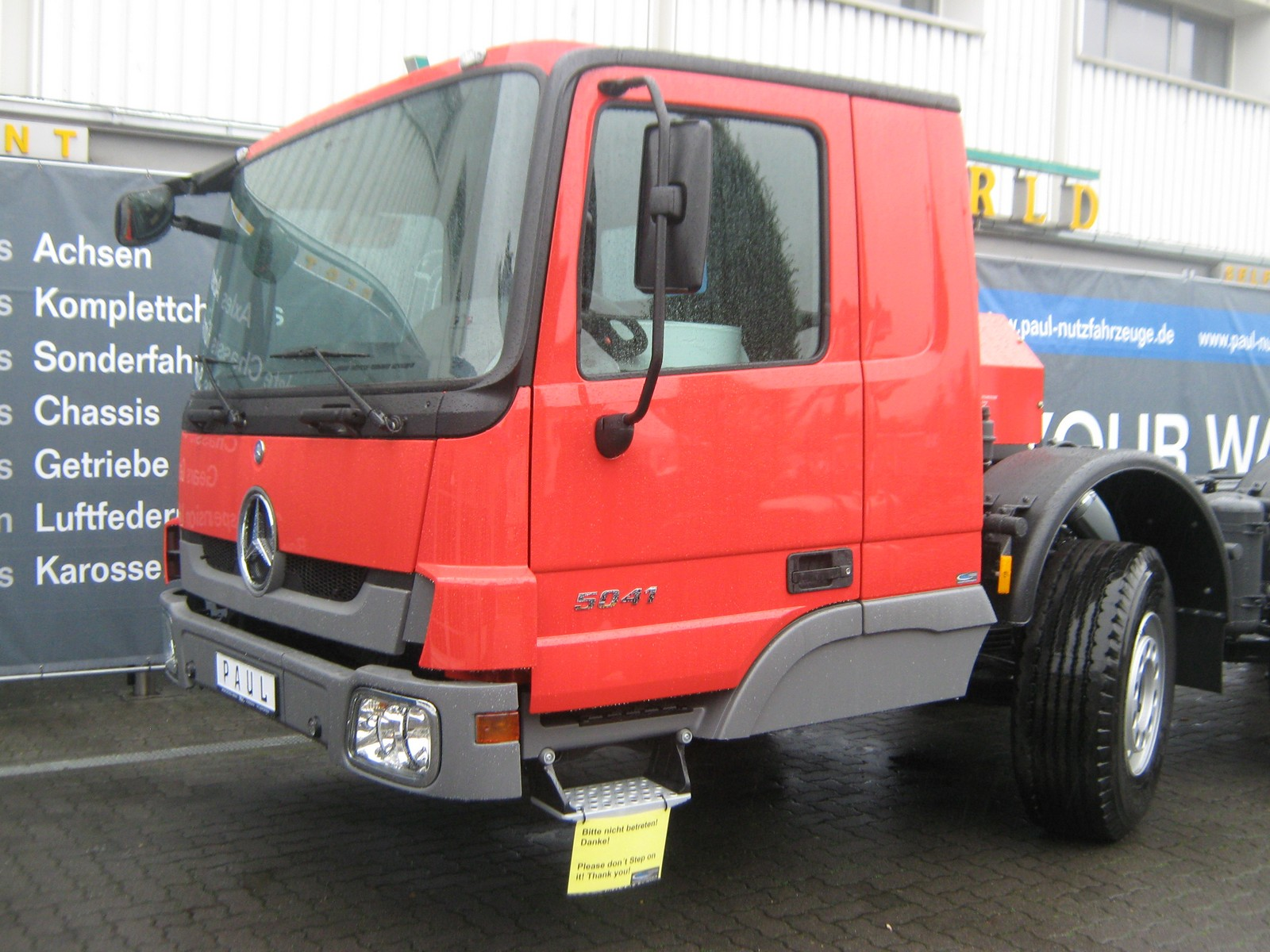
Mercedes-Benz Actros 5041

31 березня 2008 року представили оновлений Mercedes Actros. Автомобіль отримав змінену решітку радіатора, фари головного світла і бампери. В липні 2008 року модель запустили в виробництво.
Новинкою третього покоління є серійна поставка повністю автоматизованої коробки передач Mercedes PowerShift. Двигуни: V6 шести класів потужності від 235 кВт (320 к. с.) До 350 кВт (476 к. с.) і V8 трьох класів потужності від 375 кВт (510 к. с.) До 440 кВт (598 к. с.). Mercedes Actros 1844 нового покоління занесений в Книгу рекордів Гіннесса як «most fuel efficient 40 ton truck», «найбільш ефективний в плані економічності тягач для 40-тонного автопоїзда». Оптимізоване рульове управління сідельних тягачів з пневмопідвіскою стало ще «гостріше» і забезпечує кращу курсову стійкість і несприйнятливість до колій. Вперше у вантажному автомобілі застосована система регулювання рівня, що забезпечує горизонтальне положення верхнього комфортабельного спального місця. Завдяки цьому хороший сон гарантований і на нерівних дорогах. Нижня спальне місце тепер також забезпечено комфортабельній еластичною ґратами. Ще більш вдосконалений кондиціонер незалежного дії, автоматично підстроюється під зміна навколишньої температури, підтримує постійну температуру і приємний мікроклімат в кабіні. На відміну від попередників, в новому Actros бічні частини решітки радіатора тепер мають дугоподібну форму і гармонійно тягнуться з легким вигином до сонцезахисного козирка. Кількість ламелей декоративних ґрат радіатора зменшилася, а їх форма стала більш виразною. Контур ламелей з піднятими вгору кінцями дуже динамічний. Зазнав незначних змін дизайн бампера тягача. У нижній спідниці з'явилися аеродинамічні отвори, а-ля спорткар. Блок-фари в бампері обзавелися хромованою окантовкою, додає автомобілю лиску. Зміни торкнулися і бічних дефлекторів, що направляють повітряний потік на двері. Їх форма тепер більш лаконічна на загальному тлі дизайну кабіни. Зміни з ряду самих практичних торкнулися дзеркал заднього виду. Тепер вони об'єднані загальним опуклим корпусом, покликаним знизити аеродинамічний опір. Попутно їх забезпечили накладкою по зовнішньому краю. Завершує ж загальне враження від дизайну кабіни нового Mercedes Actros зірка з трьома променями в центрі зміненої решітки радіатора. Звичайно, вона була і раніше, але тепер в якості опції на неї встановлюється підсвічування, що надає оригінальний ореол емблемі Mercedes-Benz. Вантажівка отримала титул — «Вантажівка 2009 року».

#### Actros Megaspace
Версія Actros MP3 з найпросторішою магістральною кабіною «Megaspace». Підлога всередині рівна, а не з виступаючим моторним тунелем як у стандартній версії. Кубічна форма кабіни в сукупності з рівною підлогою надає внутрішньому простору атмосферу домашнього затишку, килимове покриття в центрі салону — прекрасне тому підтвердження. Оновлення версії MP3 Megaspace ті ж, що і для версії з низькою кабіною.

#### Actros Bau

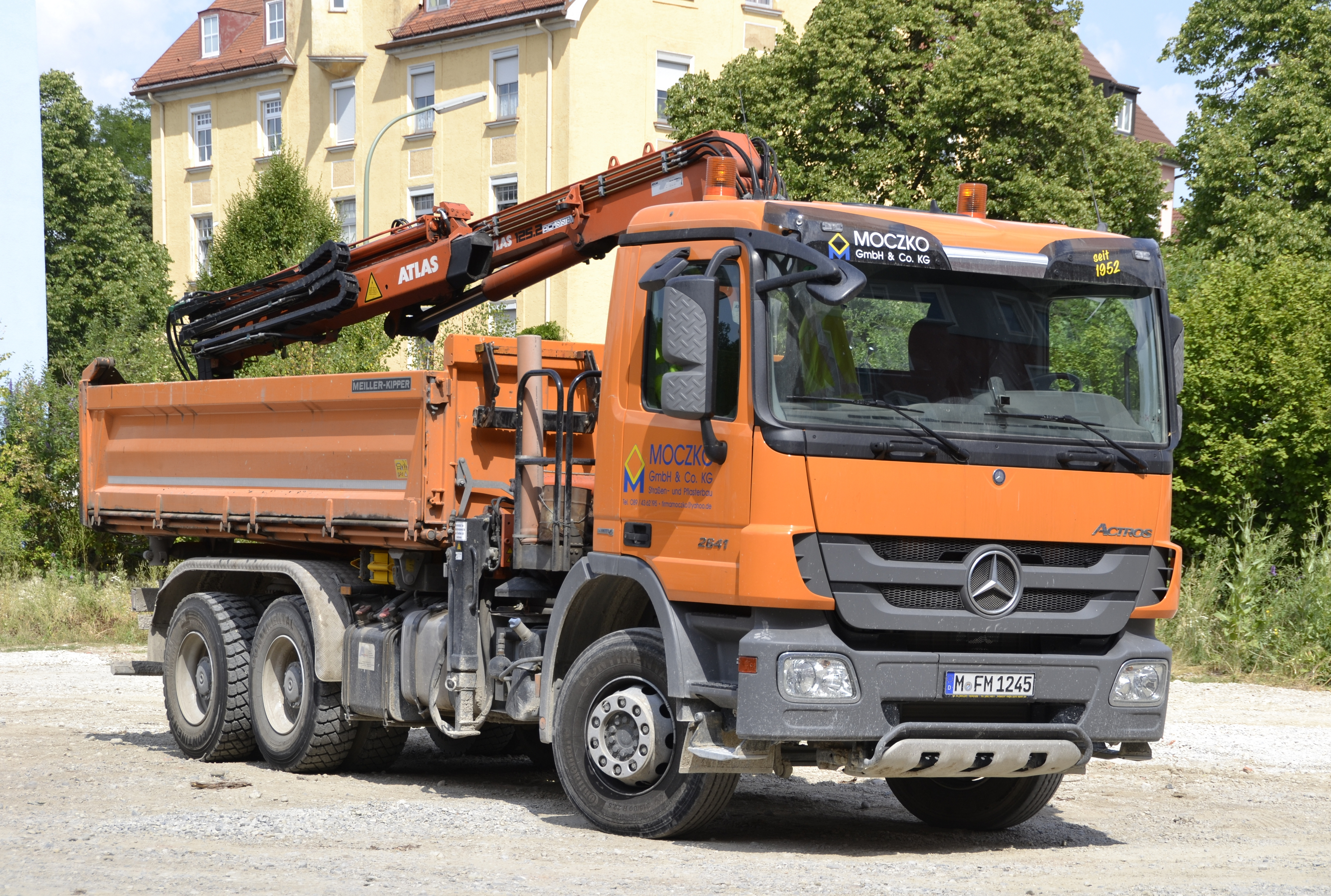
Mercedes-Benz Actros 2641

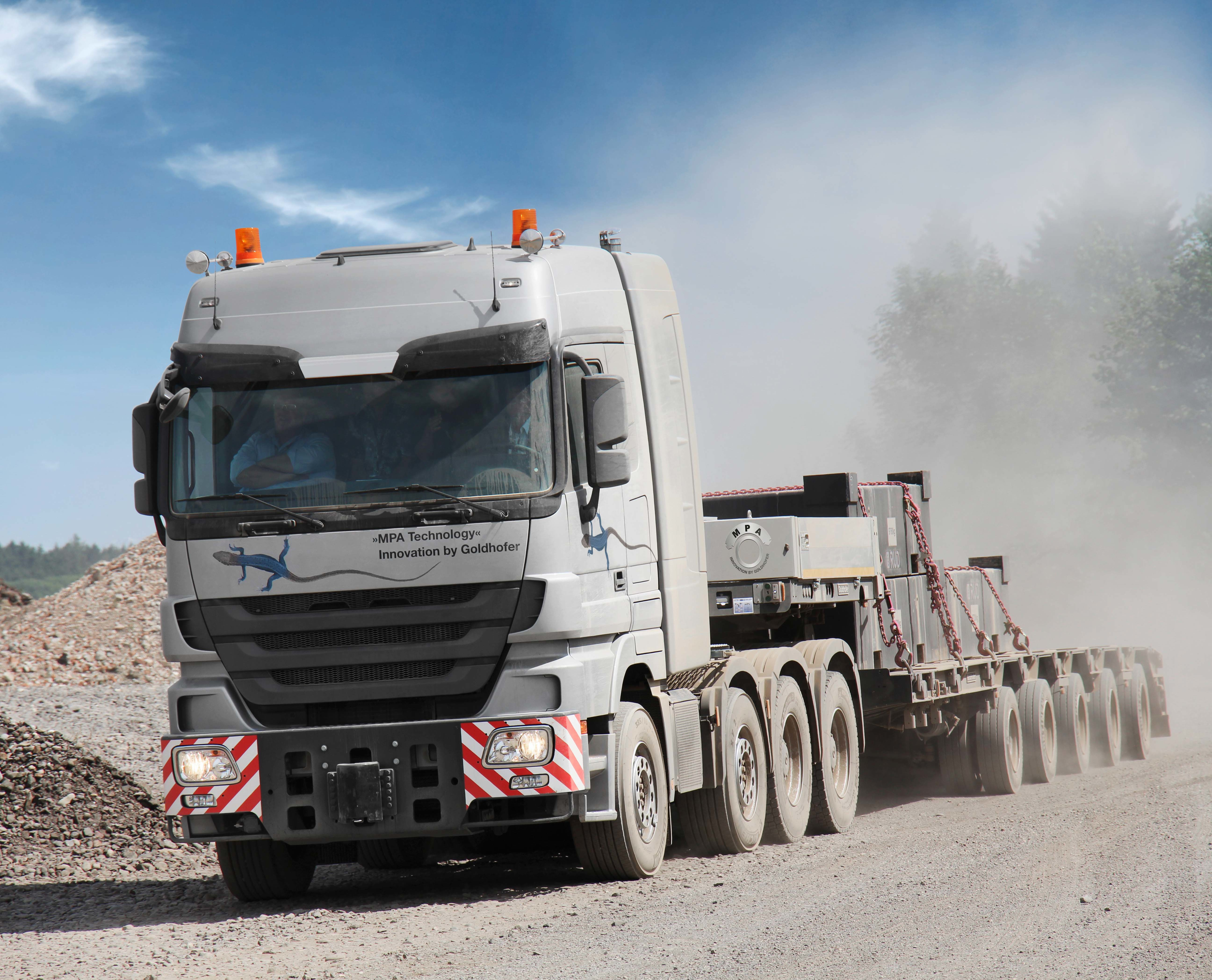
Mercedes-Benz Actros SLT

Будівельна серія («Bau» — будівництво) вантажівки Actros, представлена в Ганновері в 2008 році. Відмінності цієї версії від магістрального Actros MP3 — це корпуси дзеркал з міцного пластика «в шашечку», сталевий захист двигуна і паливного бака, поручень на кабіні, щоб заглядати в кузов, «робочі фари» за кабіною, гумові кронштейни підніжок (замість сталевих шарнірних) і сталеві решітки на світлотехніку (замість пластмасових), нова автоматична КПП PowerShift-2. Ще варто відзначити гумові килимки (тепер вони можуть поставлятися прямо з заводу) і «розкладне» пасажирське сидіння (воно було і раніше): якщо водій в кабіні один, при складеному задньому сидінні можна вилізти і через праві двері. Двигуни відповідають нормам Euro 4/Euro 5. Крім автоматичної КПП, автомобілі можуть оснащуватися механічною КПП Telligent.

#### Actros SLT
Важкі тягачі Actros MP3 SLT також оновилися в 2008 році. Основна новина — поява самого потужного двигуна спеціально для цієї моделі — 16-літрового V8 потужністю 653 к. с. і 3000 Н·м крутного моменту. Повна маса такого автопоїзда може досягати 250 тонн. Передача крутного моменту здійснюється через гідродинамічну муфту.

## Друге покоління Actros (з 2011)

### Actros MP4 (BM963; 2011—2018)

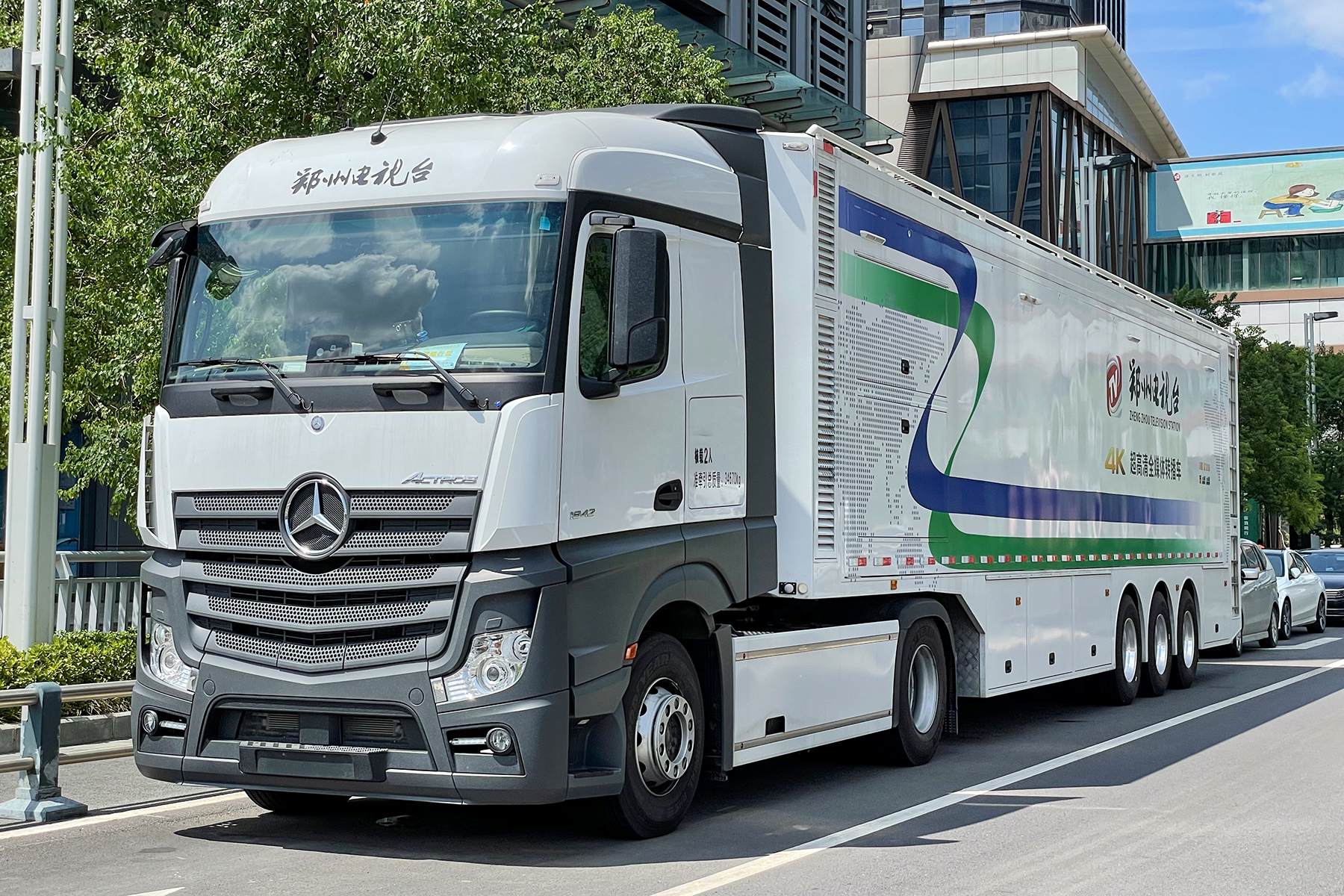
Сідловий тягач Mercedes-Benz Actros 1842

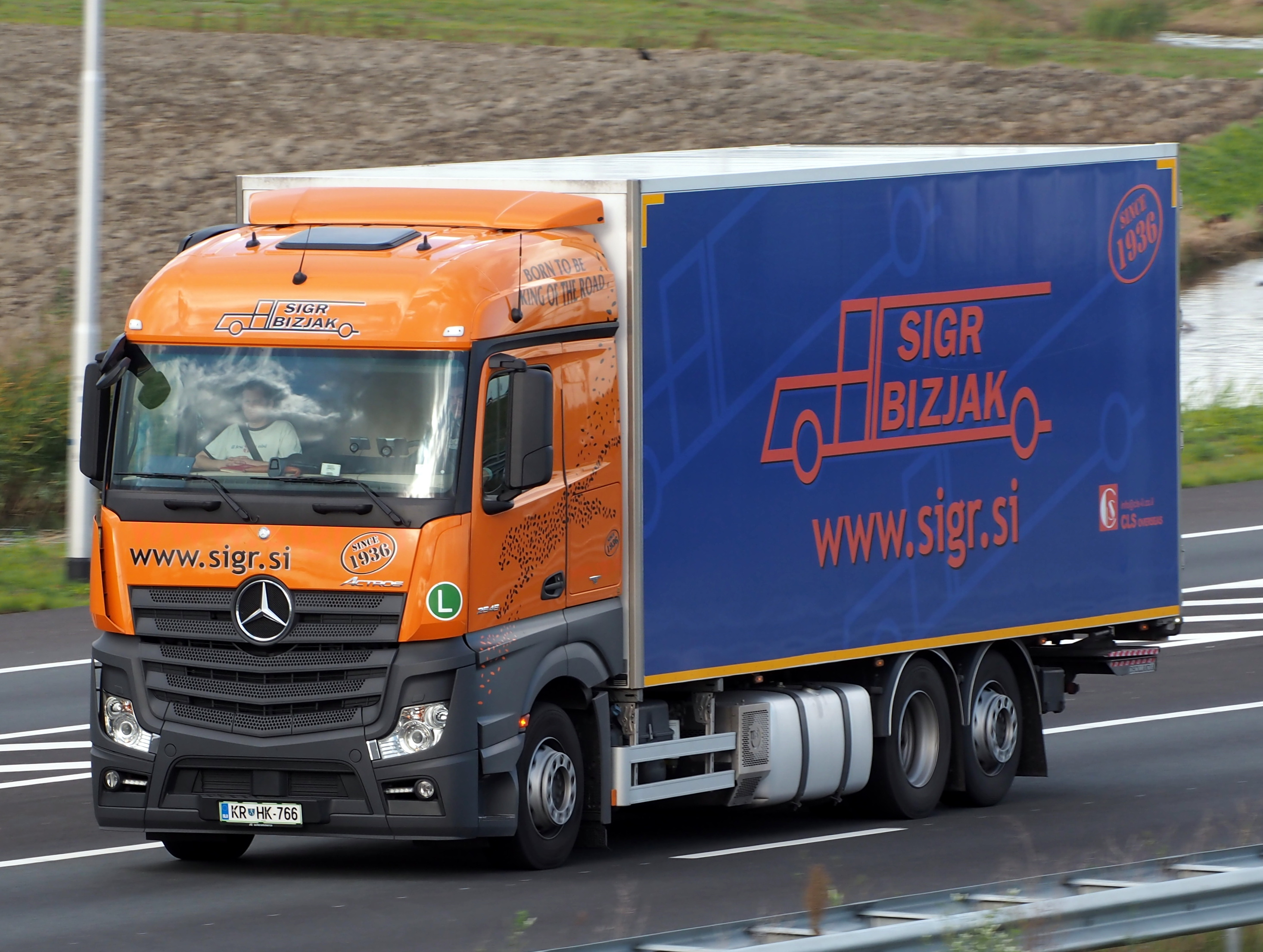
Бортовик Mercedes-Benz Actros 2545

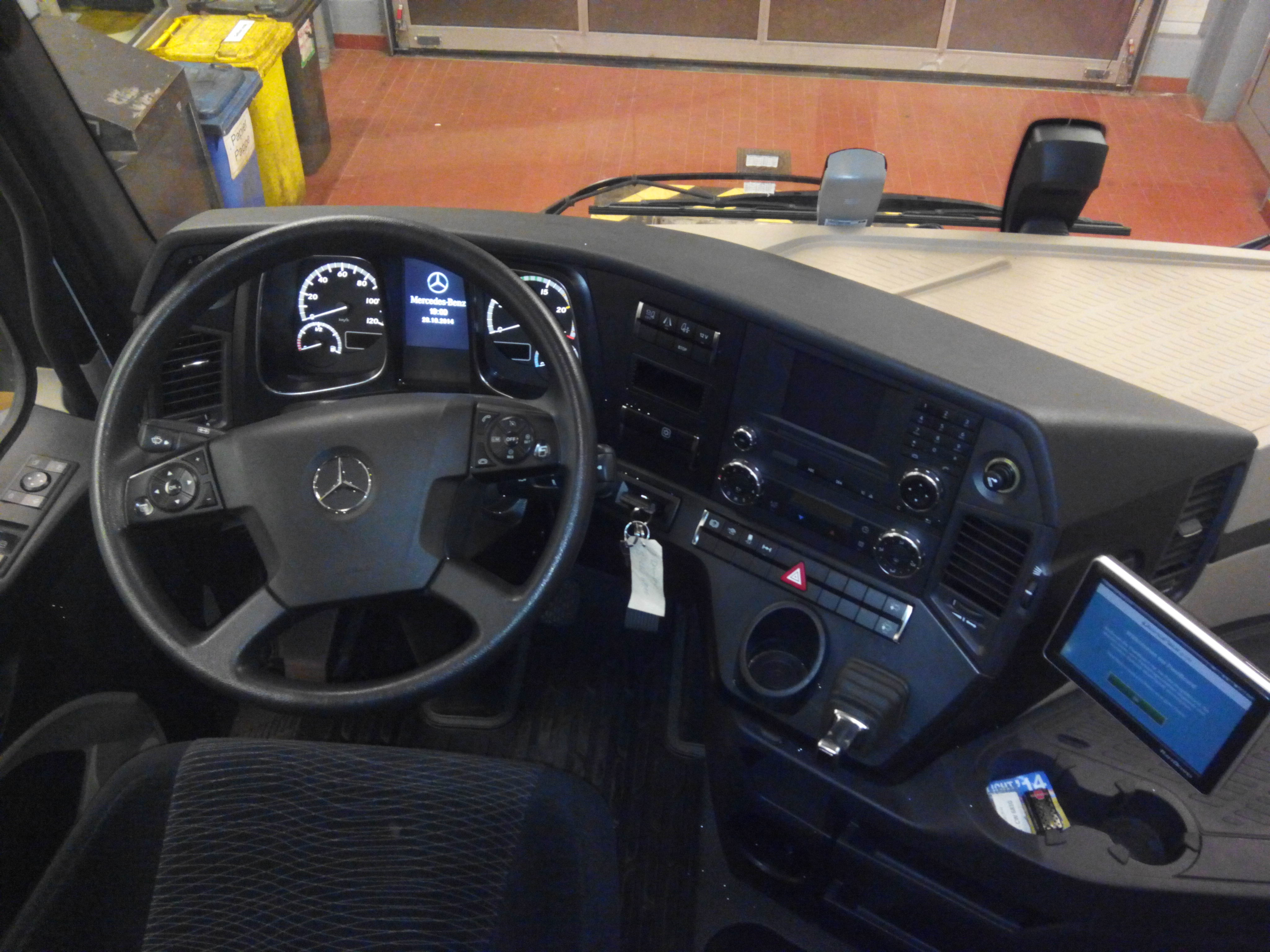
Робоче місце водія

У листопаді 2011 року Mercedes-Benz оголосила про те, що буде виготовляти новий Actros. 
Під час автошоу «Trailer» в бельгійському місті Кортрейк в кінці листопада 2011 року міжнародне журі експертів із 24 європейських країн обрали новий «Actros» Вантажівкою 2012 року.
21 червня 2011 року на виставці в Брюсселі відбулася офіційна презентація нового «Actros», на якій були присутні понад 500 іноземних журналістів.
12 листопада 2011 року «Mercedes-Benz Actros» з'явився перед публікою у дилерів.
Новий «Actros» отримав унікальну систему «Proximity Control Assist», доповнену функцією старт-стоп, яка автоматично контролює пересування вантажівки в пробках. Вантажівки випускаються у варіанті Євро-5 або Євро-6. На вибір покупцеві пропонують 7 варіантів кабін з шириною 2,3 або 2,5 м, 5 з яких мають плоску підлогу. Шасі випускають з 11 варіантами колісної бази.
Нові двигуни «Mercedes-Benz BlueEfficiency Power» були розроблені спеціально для Європи, і з самого початку відповідають нормам Євро-6. Першим двигуном нового сімейства став 6-циліндровий «Mercedes-Benz OM 471 LA» потужністю від 310 кВт (421 к. с.) до 375 кВт (510 к. с.) і крутним моментом від 2100 до 2500 Н·м. Ці двигуни поєднуються з автоматичними КПП «PowerShift» типу «G211» або «G281».

#### Actros SLT

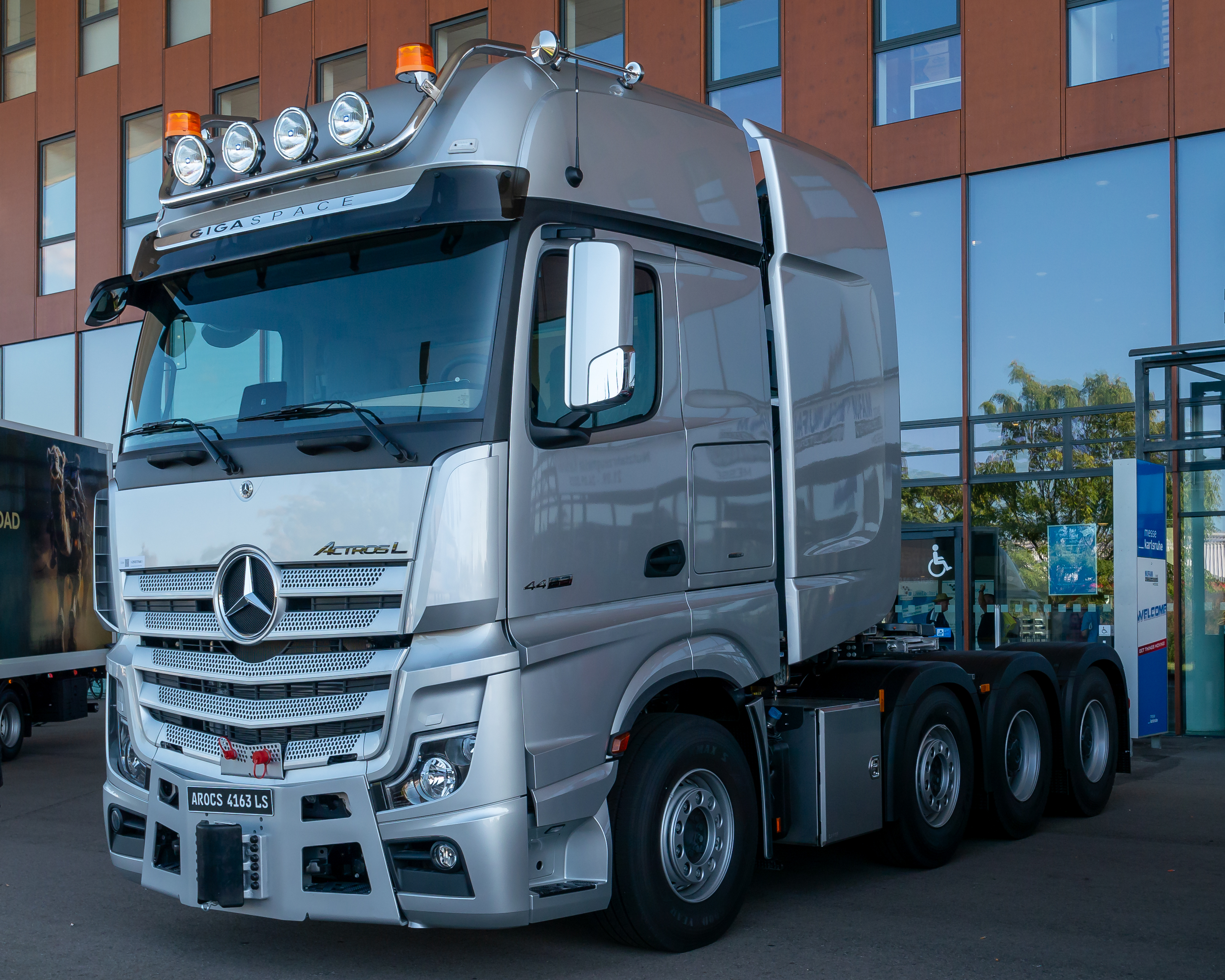
Mercedes-Benz Actros 4463 L SLT (Schwerlasttransporter /
великовантажний тягач)

З початком продажів найважчого тягача Mercedes-Benz Actros SLT нового покоління, Mercedes-Benz завершує формування модельного ряду вантажівок нового покоління з двигунами Euro 6. Вперше найважчий тягач буде представлений в двох варіантах Actros SLT з пневмопідвіскою і Arocs SLT зі стандартною підвіскою. Крім цього Arocs буде доступний також з повним приводом.
Відповідальним за розробку і виробництво тягачів SLT є компанія Custom Tailored Trucks (CTT), що базується в місті Alsatain, який підпорядковується компанії Wörth. Але версії з двигунами Euro 3 і Euro 5 і раніше будуть проводитися партнером CTT компанією Titan. Фактично, Mercedes-Benz SLT зараз єдиний важкий тягач на ринку, який має двигун, що задовольняє нормам Euro 6. Трансмісія Mercedes PowerShift 3 отримала спеціальну опцію 'Heavy'. Mercedes-Benz Actros SLT Euro 6 оснащується двигуном OM 473, який в найпотужнішому варіанті видає 460 кВт (625 к. с.) і крутний момент 3000 Н·м при 1100 об/хв. Одночасно з цим, навіть найпотужніший OM 473 був жорстко оптимізований з метою мінімізації витрат палива.
Автоматична трансмісія Mercedes PowerShift 3 розрахована на вантажі вагою до 250 т. SLT — єдиний важкий тягач, який оснащується 16-ступінчастою трансмісією і турбо-ретардерним зчепленням. Цей унікальний елемент допомагає при рушанні з місця, а також працює як гальмо-сповільнювач. При цьому він компактніше, легше і ефективніше стандартного гідротрансформатора. А це означає, що SLT має відмінну маневреність і необмежено малу швидкість. Величезна кількість тепла, що виробляється двигуном і трансмісією, відводиться за допомогою ефективної системи охолодження, розташованої за кабіною. Система охолодження закрита спеціальними щитками з боків, які надають силуету Actros або Arocs динамічності.
Водії важких тягачів більшу частину часу проводять за кермом, але відповідно до вимог, роблять невеликі зупинки для відпочинку. З іншого боку, габарити тягачів можна роздувати до нескінченності, адже їм часто доводиться пробиратися крізь вузькі вулиці міст або будівельних об'єктів. Тому кабіна важких тягачів повинна бути обрана з урахуванням задоволення всіх цих вимог. Таким чином, Actros SLT доступний із кабіною GigaSpace або BigSpace, а Arocs SLT з кабіною BigSpace (2,5 м) або StreamSpace (2,3 м). Поставки тягачів Actros SLT і Arocs SLT почалися з грудня 2013 року, а повнопривідні версії доступні з квітня 2014 року.

### Actros MP5 (BM9ХХ; з 2018)

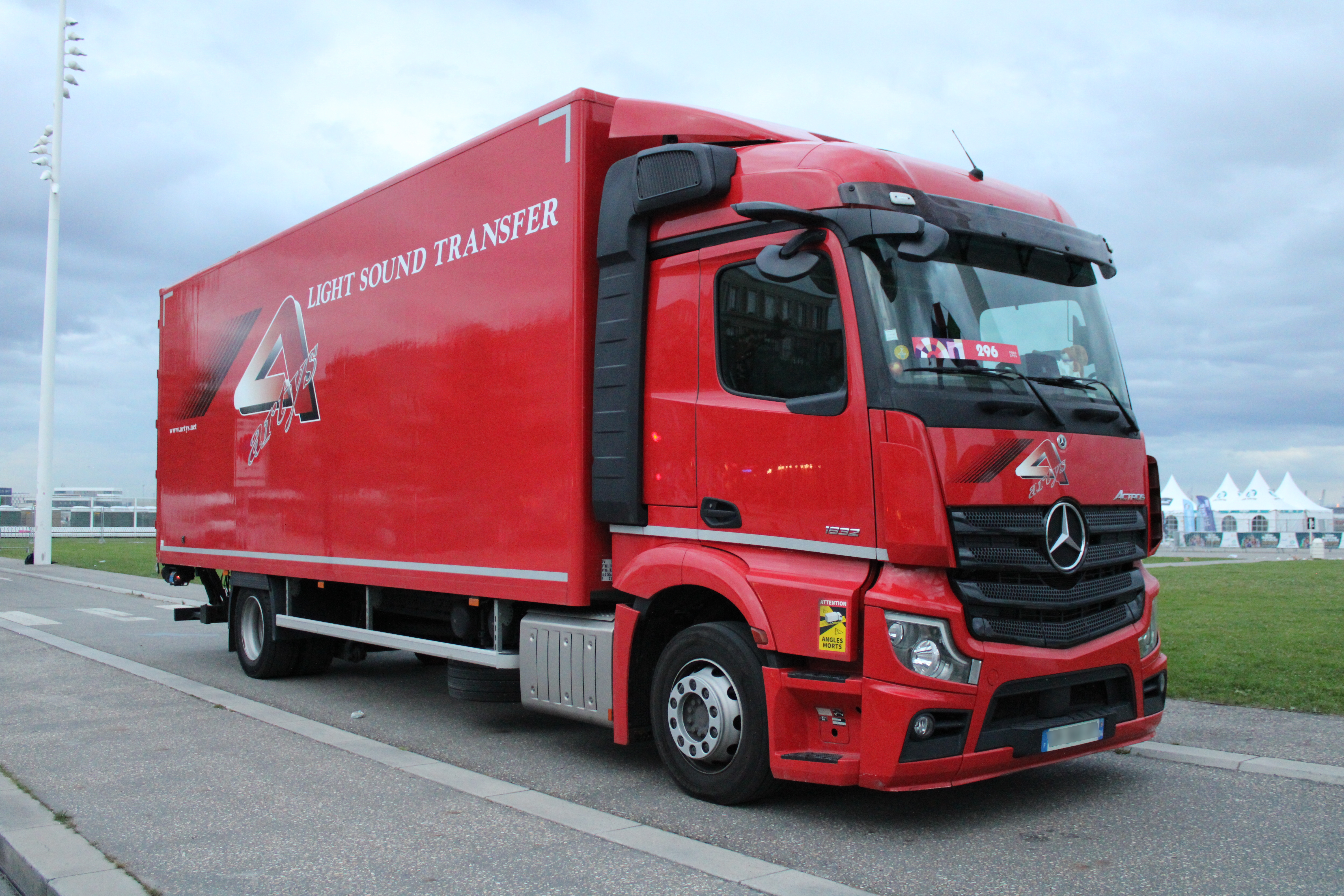
Mercedes-Benz Actros 1832 MP5

У вересні 2018 року на автосалоні IAA в Ганновері Mercedes-Benz продемонстрував флагманську модель Actros 2019 модельного року. Тягач отримав деякі візуальні зміни, а однією з головних особливостей стала відмова від традиційних дзеркал заднього виду на користь двох камер, які називаються MirrorCam.
Mercedes-Benz Actros став першою серійною вантажівкою, оснащеною камерами заднього виду. Система MirrorCam забезпечує значно поліпшений круговий огляд. На додаток до підвищеної безпеки, відсутність дзеркал знижує витрату палива, оскільки компактні цифрові камери мають значно менший опір повітряному потоку.
Новий Actros був значно поліпшений з точки зору безпеки та комфорту. Найважливішою системою є новий Active Drive Assist. На відміну від систем, які працюють тільки в певному діапазоні швидкостей, Active Drive Assist дає водієві доступ до напівавтоматичного водіння на всіх швидкостях, що реалізовано вперше в серійному вантажівці. Система використовує дані з радара і камер для кругового контролю за обстановкою на дорозі.

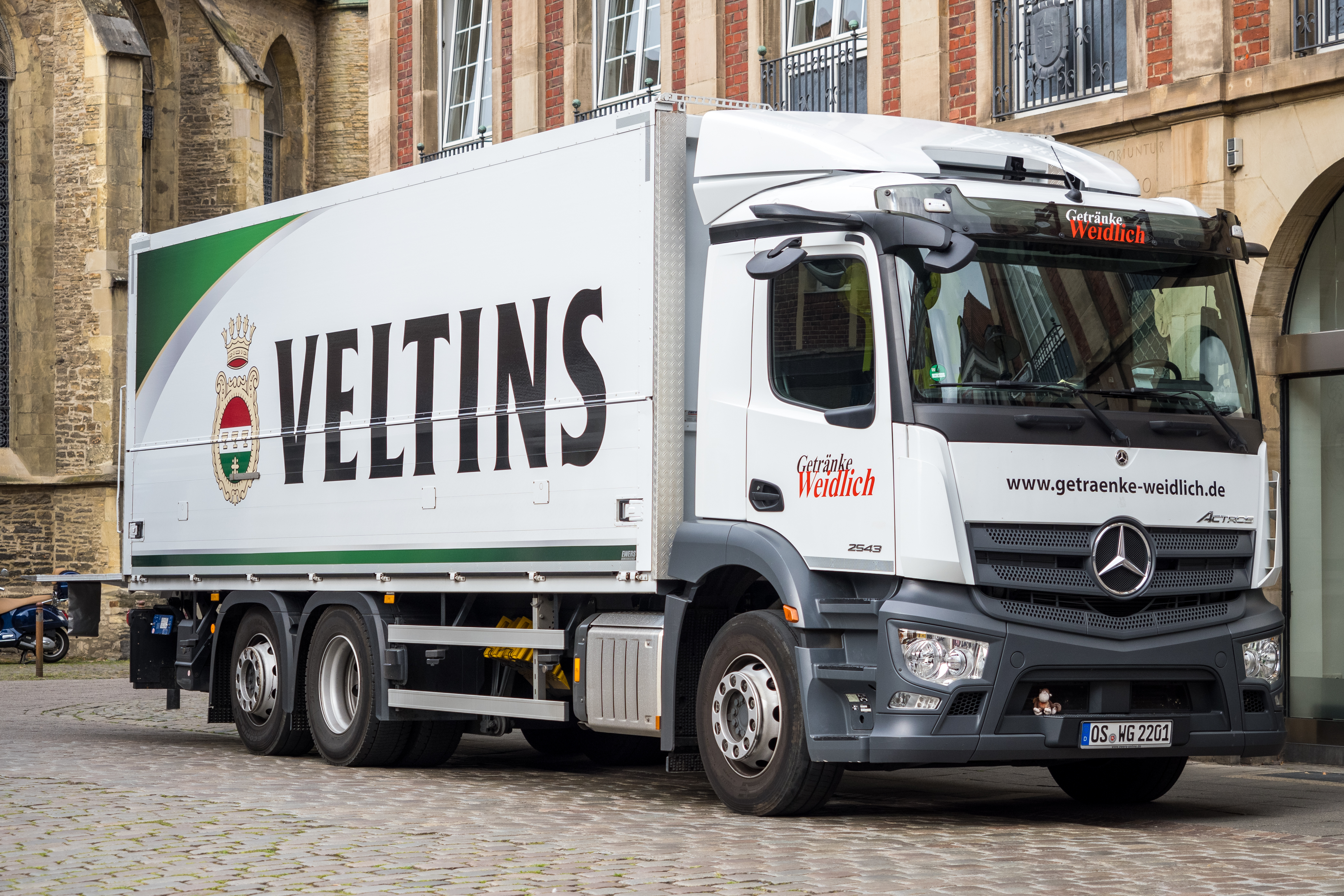
Mercedes-Benz Actros 2543 MP5

Крім того під маркою Actros з 2018 року почали продавати Mercedes-Benz Antos.
В 2021 році Mercedes-Benz Trucks розділив серію вантажівок на Actros F та Actros L. Actros F - це бюджетна вантажівка зі звичайними зеркалами заднього виду, а Actros L - це покращена версія зі всіма доступними інноваціями.
В 2024 році дебютував Mercedes-Benz Actros L з футуристичною кабіною ProCabin, що надійшов на ринок в грудні 2024 року.

#### eActros

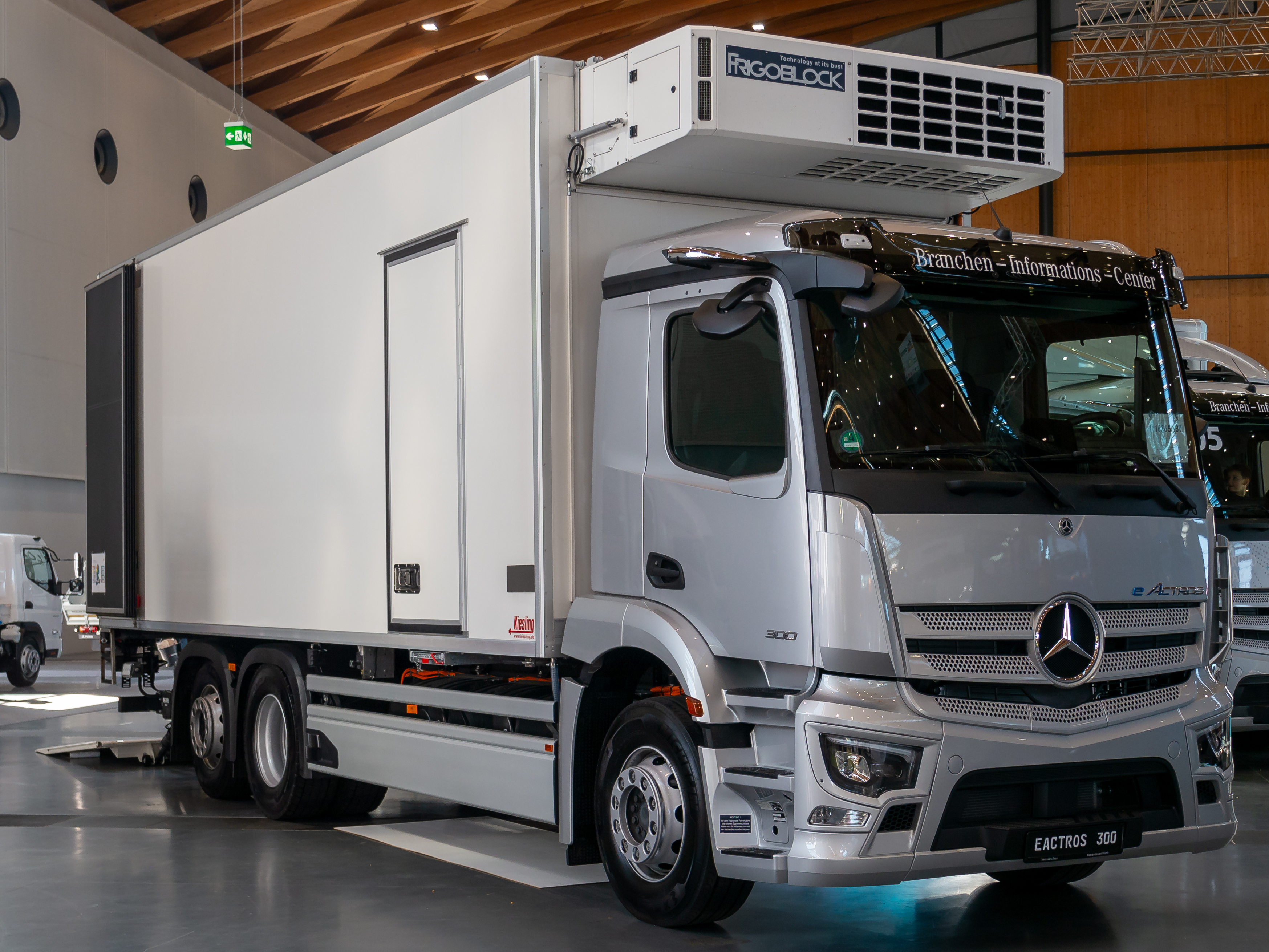
Mercedes-Benz eActros 300

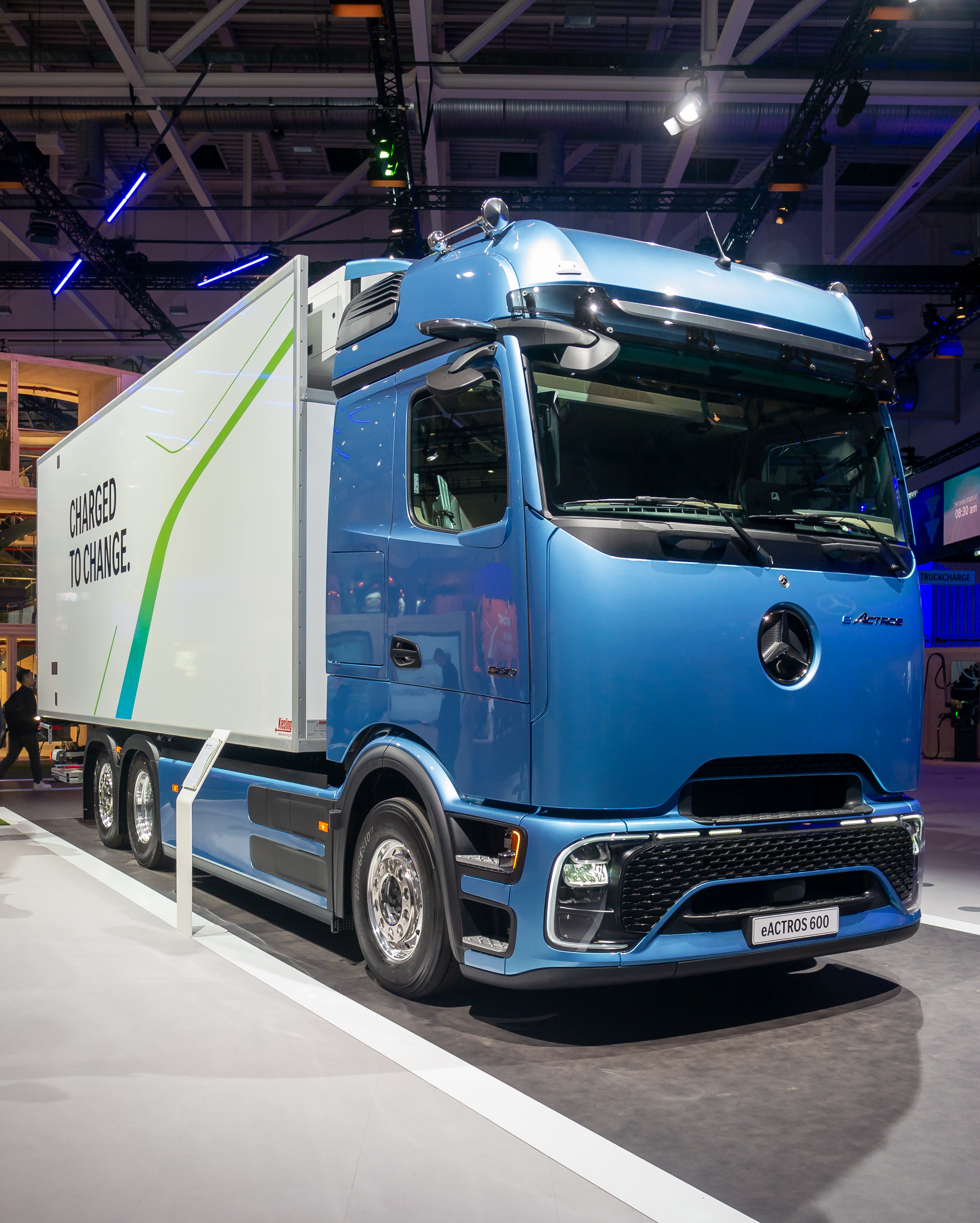
Mercedes-Benz eActros 600 ProCabin

На найбільшому заводі Mercedes-Benz Trucks у німецькому місті Верт 7 жовтня 2021 року презентували першу серійну вантажівку на електротязі eActros.
eActros оснащується двома електромоторами в маточині та двоступінчастою трансмісією. Його живлять акумуляторні батареї, які можуть складатися з трьох або чотирьох пакетів. Максимальний запас ходу сягає 400 км. Заряджати батареї можна від станції 160 кВт (400 А). На зарядку трьох пакетів батарей з 20 до 80% ємності йде трохи більше однієї години.
На виставці IAA Transportation 2022 в Ганновері дебютував магістральний тягач на електротязі Mercedes-Benz eActros Long Haul. Електромобіль приводиться в рух двома електромоторами на задньому мосту – постійною потужністю 400 кВт і піковою 600 кВт. Живлять їх три блоки літій-залізо-фосфатних акумуляторів (LFP) з високою щільністю енергії і збільшеним ресурсом. Їх сумарна ємність становить 600 кВт*год, що дозволяє 44-тонному автопоїзду проїхати без підзарядки до 500 км.
В жовтні 2023 року Mercedes-Benz представив електричний магістральний тягач eActros 600. eActros 600 - найпросунутіша вантажна модель Mercedes-Benz із сучасними системами допомоги водію та іншими інноваційними технологіями, а також незвичайною зовнішністю. Mercedes-Benz eActros 600 отримав кабіну ProCabin - з видозміненим дизайном та покращеною аеродинамікою. Передня оптика тягача встановлена в бампер і сусідить з повітрозабірником для охолодження акумуляторної батареї, встановленої під самою кабіною. Електровантажівка оснащена трьома батарейними блоками по 207 кВт*г кожен, загальною ємністю 621 кВт*г. Батарея розроблена на основі літій-залізо-фосфатної технології, а це означає тривалий термін служби, та менший вплив погодних умов на її роботу. Виробник обіцяє, що після десяти років експлуатації ємність батареї складе щонайменше 80 відсотків. Максимальний запас ходу сягає 530 км. Потужність електродвигунів складає 544 к.с. Серійне виробництво автомобіля стартувало в грудні 2024 року.

### Двигуни
| Модель                                                                  | Код двигуна Mercedes-Benz                                               | Об'єм см³                                                               | Діаметр × хід поршня мм                                                 | Потужність кВт (к. с.) при об/хв                                        | Крутний момент Н·м при об/хв                                            | Висока продуктивність плюс крутний момент                               | Норми викидів газів                                                     | Система живлення                                                        |
| рядні 6-ти циліндрові дизельні двигуни Mercedes-Benz (турбо інтеркулер) | рядні 6-ти циліндрові дизельні двигуни Mercedes-Benz (турбо інтеркулер) | рядні 6-ти циліндрові дизельні двигуни Mercedes-Benz (турбо інтеркулер) | рядні 6-ти циліндрові дизельні двигуни Mercedes-Benz (турбо інтеркулер) | рядні 6-ти циліндрові дизельні двигуни Mercedes-Benz (турбо інтеркулер) | рядні 6-ти циліндрові дизельні двигуни Mercedes-Benz (турбо інтеркулер) | рядні 6-ти циліндрові дизельні двигуни Mercedes-Benz (турбо інтеркулер) | рядні 6-ти циліндрові дизельні двигуни Mercedes-Benz (турбо інтеркулер) | рядні 6-ти циліндрові дизельні двигуни Mercedes-Benz (турбо інтеркулер) |
| ----------------------------------------------------------------------- | ----------------------------------------------------------------------- | ----------------------------------------------------------------------- | ----------------------------------------------------------------------- | ----------------------------------------------------------------------- | ----------------------------------------------------------------------- | ----------------------------------------------------------------------- | ----------------------------------------------------------------------- | ----------------------------------------------------------------------- |
| xx24                                                                    | OM 936 LA                                                               | 7698                                                                    | ø110 × 135                                                              | 175 (238) 2200                                                          | 1000 1200—1600                                                          | недоступно                                                              | Євро-6                                                                  | Common Rail                                                             |
| xx27                                                                    | OM 936 LA                                                               | 7698                                                                    | ø110 × 135                                                              | 200 (272) 2200                                                          | 1100 1200—1600                                                          | недоступно                                                              | Євро-6                                                                  | Common Rail                                                             |
| xx30                                                                    | OM 936 LA                                                               | 7698                                                                    | ø110 × 135                                                              | 220 (299) 2200                                                          | 1200 1200—1600                                                          | недоступно                                                              | Євро-6                                                                  | Common Rail                                                             |
| xx32                                                                    | OM 936 LA                                                               | 7698                                                                    | ø110 × 135                                                              | 235 (320) 2200                                                          | 1300 1200—1600                                                          | недоступно                                                              | Євро-6                                                                  | Common Rail                                                             |
| xx35                                                                    | OM 936 LA                                                               | 7698                                                                    | ø110 × 135                                                              | 260 (354) 2200                                                          | 1400 1200—1600                                                          | недоступно                                                              | Євро-6                                                                  | Common Rail                                                             |
| xx33                                                                    | OM 470 LA                                                               | 10677                                                                   | ø125 × 145                                                              | 240 (326) 1800                                                          | 1700 1100                                                               | недоступно                                                              | Євро-6                                                                  | Common Rail                                                             |
| xx36                                                                    | OM 470 LA                                                               | 10677                                                                   | ø125 × 145                                                              | 265 (360) 1800                                                          | 1800 1100                                                               | недоступно                                                              | Євро-6                                                                  | Common Rail                                                             |
| xx39                                                                    | OM 470 LA                                                               | 10677                                                                   | ø125 × 145                                                              | 290 (394) 1800                                                          | 1900 1100                                                               | недоступно                                                              | Євро-6                                                                  | Common Rail                                                             |
| xx43                                                                    | OM 470 LA                                                               | 10677                                                                   | ø125 × 145                                                              | 315 (428) 1800                                                          | 2100 1100                                                               | недоступно                                                              | Євро-6                                                                  | Common Rail                                                             |
| xx42                                                                    | OM 471 LA                                                               | 12809                                                                   | ø132 × 156                                                              | 310 (421) 1800                                                          | 2100 1100                                                               | 200 Н·м або 23 кВт (31 к. с.) при 1800 об/хв                            | Євро-5 EEV Євро-6                                                       | Common Rail                                                             |
| xx45                                                                    | OM 471 LA                                                               | 12809                                                                   | ø132 × 156                                                              | 330 (449) 1800                                                          | 2200 1100                                                               | 200 Н·м або 23 кВт (31 к. с.) при 1800 об/хв                            | Євро-5 EEV Євро-6                                                       | Common Rail                                                             |
| xx48                                                                    | OM 471 LA                                                               | 12809                                                                   | ø132 × 156                                                              | 350 (476) 1800                                                          | 2300 1100                                                               | 200 Н·м або 23 кВт (31 к. с.) при 1800 об/хв                            | Євро-6                                                                  | Common Rail                                                             |
| xx51                                                                    | OM 471 LA                                                               | 12809                                                                   | ø132 × 156                                                              | 375 (510) 1800                                                          | 2500 1100                                                               | недоступно                                                              | Євро-5 EEV Євро-6                                                       | Common Rail                                                             |
| xx52                                                                    | OM 473 LA                                                               | 15569                                                                   | ø139 × 171                                                              | 380 (517) 1700                                                          | 2600 1100                                                               | недоступно                                                              | Євро-6                                                                  | Common Rail                                                             |
| xx58                                                                    | OM 473 LA                                                               | 15569                                                                   | ø139 × 171                                                              | 425 (580) 1700                                                          | 2800 1100                                                               | недоступно                                                              | Євро-6                                                                  | Common Rail                                                             |
| xx63                                                                    | OM 473 LA                                                               | 15569                                                                   | ø139 × 171                                                              | 460 (625) 1700                                                          | 3000 1100                                                               | недоступно                                                              | Євро-6                                                                  | Common Rail                                                             |

### Кабіни
| Позначення   | Габаритна ширина | Висота моторного тунелю | Габаритна висота по тунелю двигуна | Висота в передній частині сидіння | Використання                 |
| ------------ | ---------------- | ----------------------- | ---------------------------------- | --------------------------------- | ---------------------------- |
| CompactSpace | 2300 мм          | 170 мм                  | 1250 мм                            | 1397 мм                           | автотранспорт                |
| CompactSpace | 2300 мм          | 320 мм                  | 1065 мм                            | 1397 мм                           | автотранспорт                |
| ClassicSpace | 2300 мм          | 170 мм                  | 1460 мм                            | 1590 мм                           | регіональні перевезення      |
| ClassicSpace | 2300 мм          | 320 мм                  | 1310 мм                            | 1600 мм                           | регіональні перевезення      |
| ClassicSpace | 2300 мм          | рівно                   | без моторного тунелю               | 1590 мм                           | регіональні перевезення      |
| StreamSpace  | 2300 мм          | 170 мм                  | 1785 мм                            | 1840 мм                           | національні перевезення      |
| StreamSpace  | 2300 мм          | 320 мм                  | 1635 мм                            | 1840 мм                           | національні перевезення      |
| StreamSpace  | 2300 мм          | рівно                   | без моторного тунелю               | 1840 мм                           | національні перевезення      |
| StreamSpace  | 2500 мм          | рівно                   | без моторного тунелю               | 1830 мм                           | національні перевезення      |
| BigSpace     | 2500 мм          | рівно                   | без моторного тунелю               | 1910 мм                           | інтернаціональні перевезення |
| GigaSpace    | 2500 мм          | рівно                   | без моторного тунелю               | 2050 мм                           | інтернаціональні перевезення |